# Шлиман, Генрих
Иога́нн Лю́двиг Ге́нрих Ю́лиус Шли́ман (нем. Johann Ludwig Heinrich Julius Schliemann; 6 января 1822, Нойбуков, Мекленбург-Шверин — 26 декабря 1890, Неаполь) — немецкий предприниматель и археолог-самоучка, один из основателей полевой археологии. Прославился пионерными находками в Малой Азии, на месте античной Трои, а также на Пелопоннесе — в Микенах, Тиринфе и беотийском Орхомене, первооткрыватель микенской культуры.
С 1868 года являлся действительным членом французской Ассоциации поощрения изучения Греции, а с 1881 года состоял почётным членом Берлинского общества этнологии и древней истории и действительным членом Общества любителей естествознания, антропологии и этнографии (Москва). Владел не менее чем 15 языками, включая основные европейские (в том числе родной нижненемецкий язык), русский, арабский, турецкий, персидский, древнегреческий и латинский, дневники зачастую вёл на языке страны, в которой в данный момент находился. Шлиман опубликовал несколько книг, посвящённых путешествиям и археологии, в 1869 году по совокупности трудов получил степень доктора философии в Ростокском университете.
Родился в семье бедного сельского пастора, начал карьеру торговца, благодаря способностям полиглота в 1846 году стал представителем нидерландской торговой фирмы в Санкт-Петербурге. Приняв в 1847 году российское подданство, до 1864 года преимущественно жил в России, заработав большое состояние, в том числе в результате калифорнийской золотой лихорадки и Крымской войны. Совершив в 1864—1865 годах кругосветное путешествие, решился радикально переменить свою жизнь. С 1866 года стал студентом Парижского университета, посещая занятия в течение двух семестров, и заинтересовался проблемой существования Трои и историчности гомеровского эпоса. В 1868 году принял решение дальнейшую жизнь связать с Грецией. В 1869 году стал гражданином США, где развёлся со своей русской женой; в том же году женился на гречанке Софии Энгастромену и поселился в Афинах. В 1871—1873, 1878—1879, 1882, 1889 и 1890 годах проводил раскопки в Трое (в 1873 году обнаружил «Клад Приама»), в 1876 году открыл царские гробницы в Микенах, в 1880 и 1886 годах раскапывал Орхомен, в 1884 году — Тиринф (совместно с В. Дёрпфельдом). Попытки организовать раскопки на черноморском побережье Кавказа и на Крите не увенчались успехом. Его находки вызывали при жизни многочисленные споры, поскольку Шлиман не сразу стал уделять внимание академической карьере и репутации в учёном мире, а сознательная мифологизация биографии и склонность к саморекламе приводила к тому, что действительные заслуги Шлимана были оценены только после его смерти.

## Ранняя биография

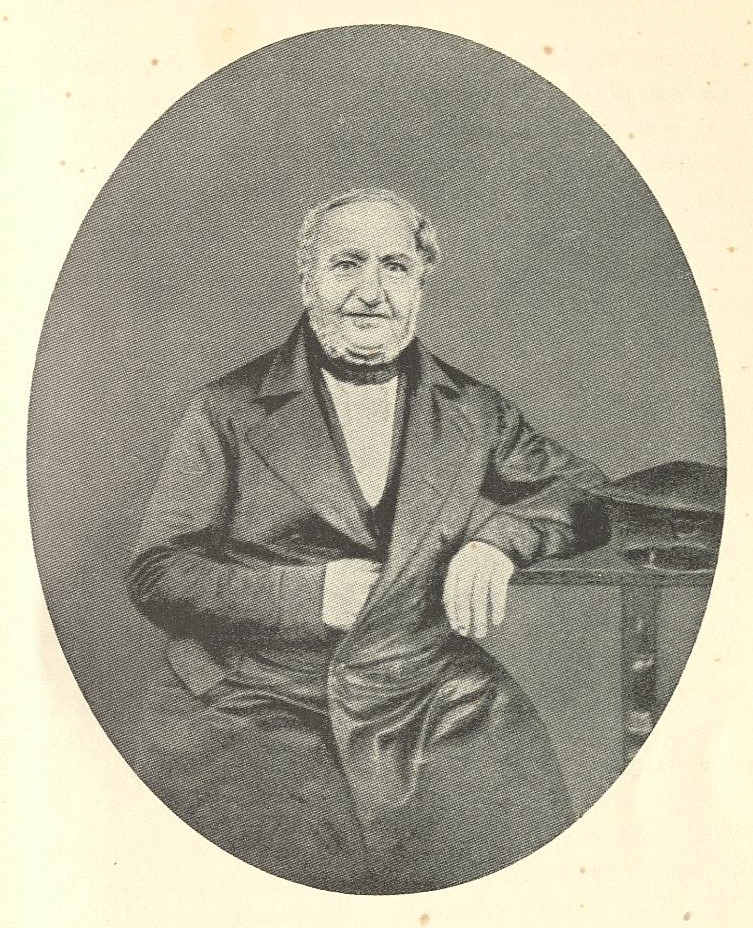
Эрнст Шлиман — отец

Семейство лавочников Шлиманов известно с конца XV века в Любеке. Около 1600 года представители семьи перебрались в Росток, где повысили социальный статус — появился собственный герб — и преимущественно получали духовное образование, хотя в роду, кроме священников, были аптекари и купцы. Генрих Шлиман родился 6 января 1822 года в Нойбукове и был зарегистрирован в приходской книге пастором Эрнстом Шлиманом (1780—1870) — собственным отцом, служившим в местной церкви. В семье было четыре дочери и трое сыновей, Генрих был четвёртым ребёнком и первым сыном. В 1823 году Э. Шлимана перевели в церковный приход Анкерсхагена в южном Мекленбурге, куда отправилась и семья. В марте 1831 года после рождения последнего сына — Пауля — скончалась мать — Луиза Шлиман (ей было 38 лет). В 1838 году Эрнст Шлиман женился на своей служанке Софии Бенке (1814—1902), связь с которой привела к скандалу и отстранению от обязанностей пастора.
По причине бедности подраставших детей отправляли к родственникам. В январе 1832 года 10-летнего Генриха отправили в Калькхорст к дяде Фридриху, который также служил пастором. К тому времени Шлиман получил азы образования, включая латинский язык, которому обучал отец — бывший учитель; Генрих уже в раннем возрасте обнаружил хорошую память. В Калькхорсте его учителем стал кандидат университета Карл Андерс, который добился того, что к концу 1832 года Генрих стал писать на латыни сочинения. С осени 1833 по весну 1836 года Шлиман обучался в гимназии, но потом по настоянию семьи его перевели в реальное училище, не предполагавшее дальнейшего высшего образования. На втором году обучения он освоил английский и французский языки, но по латыни получил неудовлетворительную оценку.

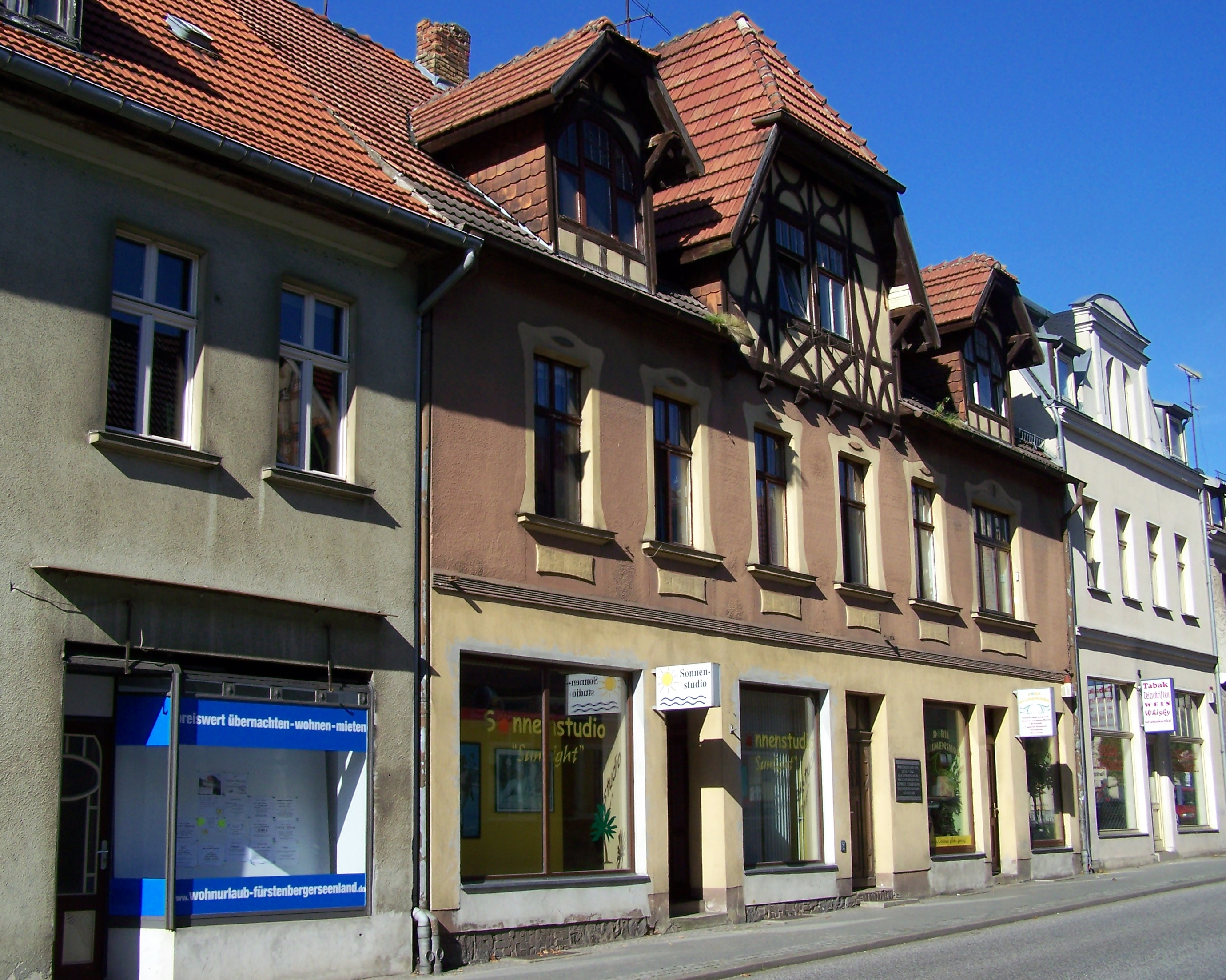
Дом в Фюрстенберге, в котором Шлиман жил и работал в 1836—1841 годах. Фото 2011 года

В 14-летнем возрасте обучение закончилось — далее Шлиман стал работать в Фюрстенберге, в лавке Т. Хюкштедта. Хотя он считался членом семьи, на него были возложены чёрные работы. С 5 утра до 11 часов ночи Генрих рубил дрова, топил печи, колол сахарные головы, следил за самогонным аппаратом (Хюкштедт торговал шнапсом) и т. д. Так он проработал в лавке 5 лет. По завещанию матери, в 1841 году ему досталось 29 талеров, после этого Шлиман отправился в Росток учиться коммерции. К тому времени он сильно подорвал своё здоровье, у него случались кровохарканья. В ноябре он перебрался в Гамбург, причём часть пути проделал пешком.
В Гамбурге Шлиман по рекомендации Хюкштедта поступил работать на рыбный рынок, но не выдержал тяжёлой физической работы. После этого он мог только подрабатывать, но не имел постоянного заработка. Потенциальные наниматели мало интересовались низкорослым юношей — рост Генриха был 156 см — с непропорционально короткими ногами. Когда он получил работу в порту (без жалованья, только за еду), вновь открылось кровохарканье — отчасти этому способствовала привычка Шлимана купаться в море в любую погоду, даже зимой, и он вновь потерял работу. На Рождество дядя прислал ему 10 талеров в долг, но пожаловался сёстрам на наглость, после чего Шлиман дал клятву никогда ничего не просить у родственников.
В поисках не слишком тяжёлой работы Шлиману помогла помощь корабельного маклера Вендта — школьного товарища покойной матери. Вендт рекомендовал Генриха в фирму Деклизура и Бевинга, которым требовался переводчик с немецкого на французский и английский языки, в результате было решено нанять его в венесуэльский филиал фирмы в Ла-Гуайре, причём переезд и питание были бесплатными. Рассчитывая обосноваться в Венесуэле, Шлиман принялся за самостоятельное изучение испанского языка.
Описывая дальнейшие события в письмах к сёстрам и автобиографии, Шлиман сильно противоречил сам себе. По одним сообщениям, он был нанят на трёхмачтовое судно «Доротея» каютным юнгой, по другим сведениям, он был пассажиром без обязанностей. 11 декабря 1841 года «Доротея» потерпела кораблекрушение у берегов Нидерландов, причём Генрих якобы был среди девятерых выживших, чудом уцелел его сундук с вещами и рекомендательными письмами. По Ф. Вандербергу, в списках пассажиров судна Шлиман не значился и отправился в Нидерланды по суше, а о крушении узнал из газет. Здесь впервые проявилась его склонность к мистификации собственной жизни; по-видимому, уже тогда «он верил в свою сверхчеловеческую судьбу, которой был избран для сверхчеловеческих достижений».

## Коммерсант (1841—1864)

### Нидерланды

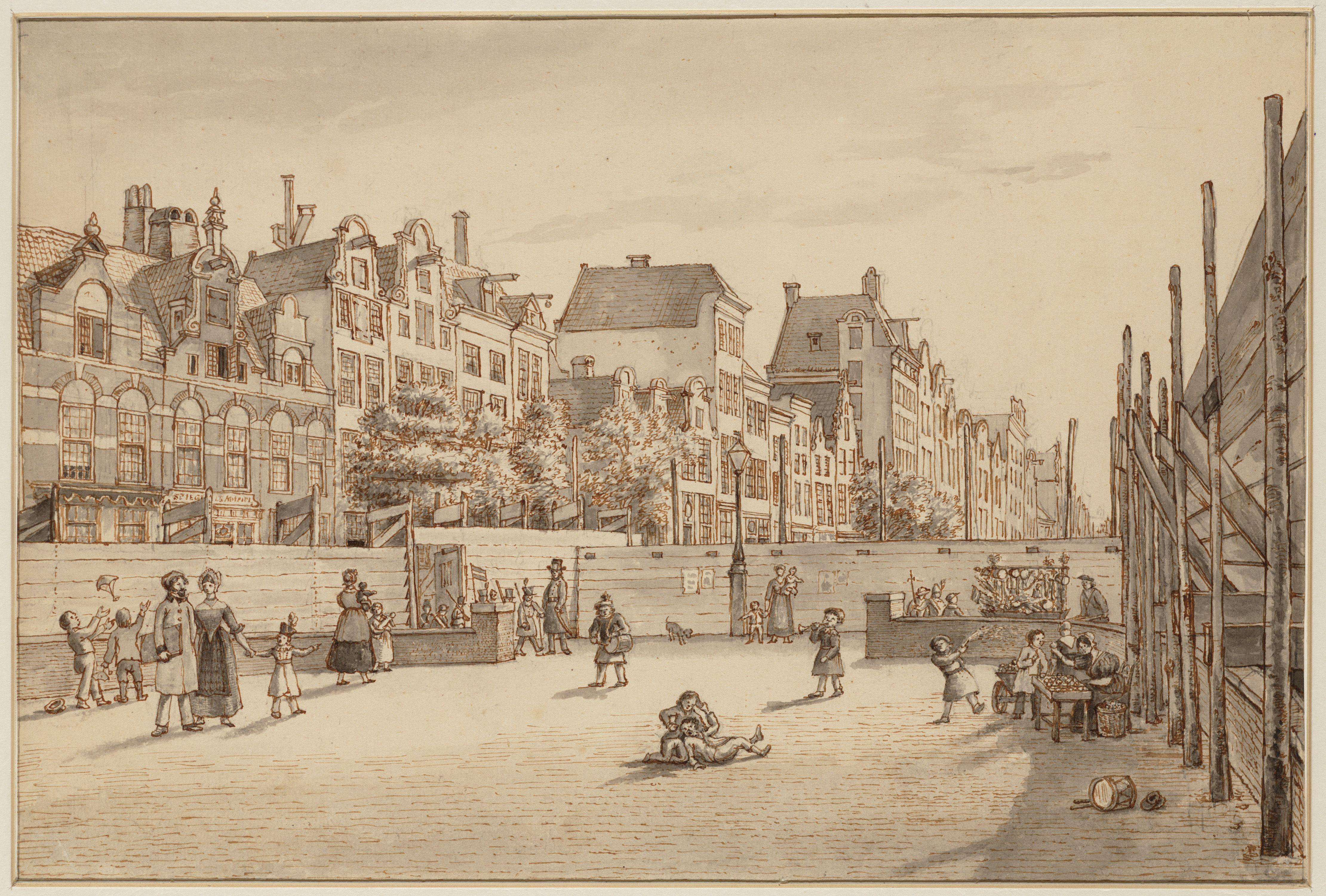
Амстердам в 1845 году. Рисунок Геррита Ламбертса

Прибыв в Амстердам 19 декабря 1841 года, Шлиман направился к мекленбургскому консулу Эдварду Кваку, который выдал юноше 10 талеров и снял меблированную комнату. Под Рождество он заболел лихорадкой, но консул устроил его в госпиталь и заплатил 2½ гульдена за лечение. Вскоре Вендт прислал из Гамбурга 240 гульденов, которые собрали его друзья в пользу неимущего Шлимана, он же дал рекомендацию в фирму «Хойяк и К°», в которой Генрих получил ещё 100 гульденов кредита на обзаведение после того, как продемонстрировал владение четырьмя языками и бухгалтерским учётом.
Получив постоянную работу, Шлиман ревностно взялся за самообразование. Жизненные обстоятельства его, очевидно, не были настолько тяжёлыми, как он описывал их в «Автобиографии». В начале 1842 года он служил в фирме разносчиком, но начальство оплатило ему 20 уроков каллиграфии, чтобы он мог приступить к занятиям переписчика и счетовода. В фирме служили преимущественно иностранцы, рабочий день начинался в 10:00, в 15:00 полагался получасовой обеденный перерыв, а дальше работали до 20:00, но в среду, субботу и воскресенье вторая половина дня была свободной.
В течение 1842 года Шлиман освоил голландский язык, на котором вёл книжку своих расходов и конспектировал прочитанное в газетах, а также довёл до совершенства познания в английском и французском языках, интуитивно разработав метод изучения иностранных языков (например, он посещал воскресные проповеди в англиканской церкви, которые совмещал с чтением Вальтера Скотта). В 1843 году он изучил итальянский и португальский языки, по собственным словам, за 6 недель каждый. К тому времени репутация Шлимана настолько укрепилась, что благодаря помощи деловых партнёров из Мангейма и Бремена 1 марта 1844 года он получил место счетовода в торговой фирме «Шрёдер и К°», занимавшейся в основном красителями, особенно индиго. Это произошло благодаря его решению изучить русский язык. Фирма имела связи с Россией, располагала филиалом в Петербурге и нуждалась в образованном сотруднике, способном вести финансы и осуществлять устный и письменный перевод. Таким сотрудником и был Шлиман, получивший жалованье в 1000 гульденов.
Метод изучения языков Шлиманом был примечательным. Для начала ему требовалось «учебное пособие», которым мог служить любой объёмный текст — чаще всего, это был перевод «Приключений Телемака» Фенелона. Далее Генрих нанимал носителя языка, которому читал вслух, реагируя на все поправки и подсказки, одновременно пополняя словарный запас, оттачивая произношение и воспринимая грамматический строй языка. Учителя русского языка в Амстердаме найти не удалось (русский вице-консул Танненберг не отреагировал на просьбу давать уроки), в книжных лавках нашлась только «Телемахида» В. Тредиаковского, лишь позднее Шлиман достал грамматику 1748 года издания и словарь. В результате уже 4 апреля 1845 года Шлиман смог написать первое письмо на русском языке от имени фирмы Шрёдеров её деловому партнёру — Василию Григорьевичу Плотникову, который представлял в Лондоне интересы купеческой династии Малютиных.
Шлиман за два года проделал путь от рассыльного до начальника бюро, который имел право принимать самостоятельные решения и имел под своим началом 15 сотрудников. Получая большое жалованье, он оставался непритязательным в быту, хотя старался производить благоприятное впечатление своим внешним видом. Значительную часть зарабатываемых денег он отправлял родственникам; отцу, которого считал главным виновником ранней смерти матери, выслал два бочонка бордо — он к тому времени спился. Послания родственникам подчас полны навязчивого морализирования и призывов к экономии, которые на всю жизнь стали главными чертами характера Шлимана. Амбиции Генриха росли, его непосредственный начальник Иоганн Шрёдер в одном из писем предостерегал молодого коллегу:

…Прошу не обижаться на меня, но вы чрезвычайно переоцениваете свои силы, мечтаете о своих невероятных достижениях и преимуществах, позволяете недопустимый тон и предъявляете абсурднейшие претензии, постоянно забывая при этом, что наши дела и без вашего участия идут хорошо…
Видимо, это увещевание возымело действие — Шлиман отклонил весьма лестное для него предложение московского купца Сергея Афанасьевича Живаго (1794—1866), старосты купцов 2-й гильдии. Живаго был знаком с Генрихом с 1844 года по переписке и предложил ему, оставаясь партнёром и представителем Шрёдеров, открыть в Москве совместный торговый дом «Живаго и Шлиман». Контракт предполагался на 6 лет под половину прибыли, Живаго давал и стартовый капитал — 50—60 тысяч рублей серебром.

### В России

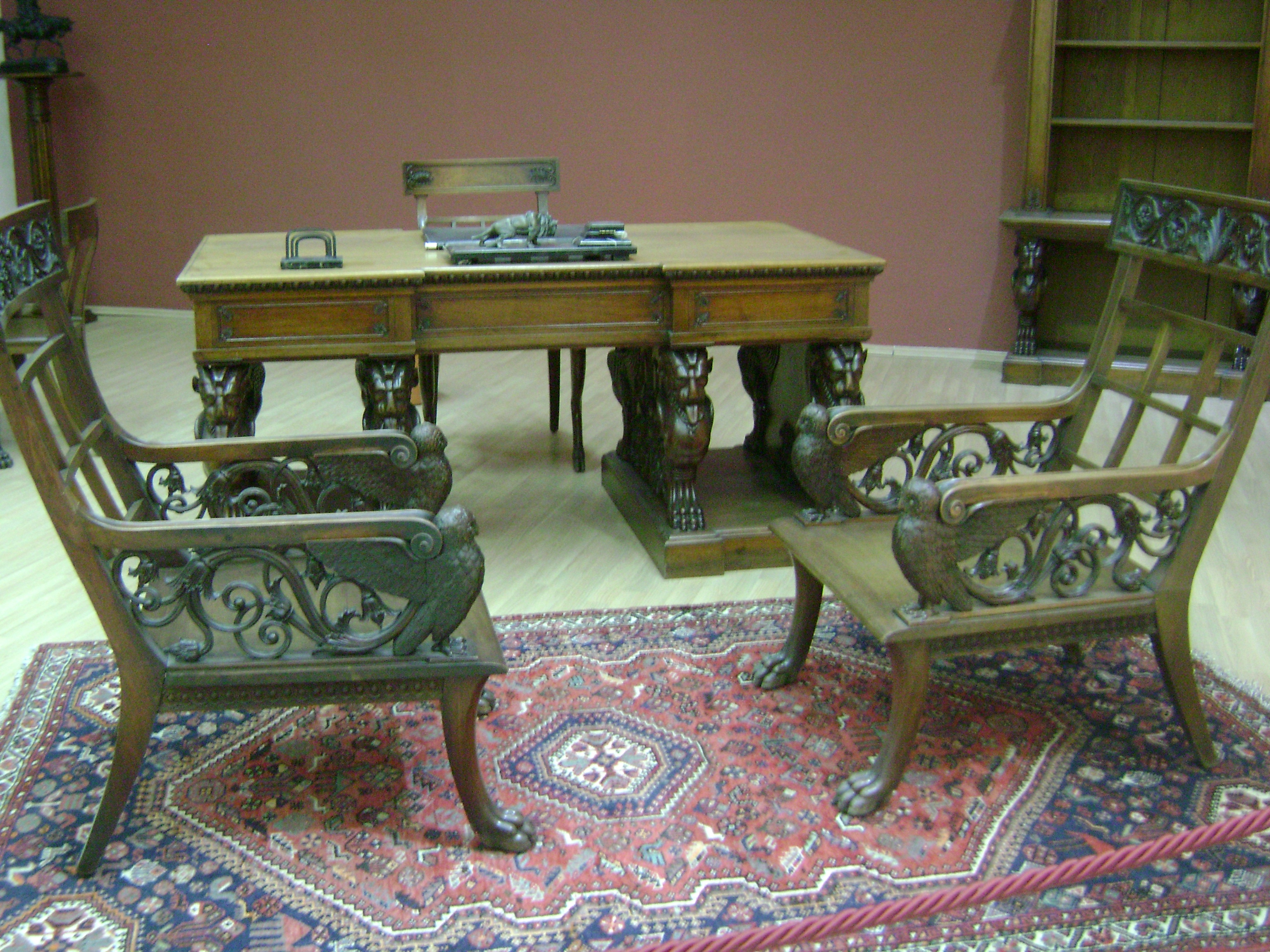
Мебель из конторы Г. Шлимана, подстроенная под пропорции его тела. Ларисса, Муниципальная галерея. Фото 2016 года

К концу 1845 года Шлиман счёл себя способным к самостоятельной деятельности и был готов покинуть Амстердам, но сомневался, следует ли ему перебираться в Россию. Однако, получив сообщения от парижских знакомых, что во Франции трудно сделать карьеру, он решился на переезд. Новый его статус следует из письма 23 октября 1845 года в голландскую фирму «Якоб ван Леннеп и К°» (её штаб-квартира располагалась в Измире, откуда получали красители). Там, в частности, сообщалось, что он стал представителем Шрёдеров в Петербурге.
Генрих Шлиман прибыл в Петербург 11 февраля (30 января по старому стилю) 1846 года, через Гамбург и Митаву. Попутно он получил несколько рекомендательных писем от Живаго и Шрёдеров и с такой же просьбой обратился к В. Г. Плотникову. Карьера в Петербурге развивалась быстро: уже в феврале он заключил крупные контракты на поставку олова и красителей; удалось наладить связи и с Малютиными, для чего пришлось совершить поездку в Москву в тридцатиградусный мороз (железной дороги тогда ещё не существовало). Вторая поездка в Москву состоялась весной, в это время Шлиман успешно занимался игрой на бирже. Всего за 1846 год он побывал в Москве четыре раза. Важнейшим из московских знакомств стала связь с купцом В. А. Перловым, который первым в России стал торговать чаем в розницу. С 27 сентября 1846 года Шлиман начал вести петербургский дневник, поначалу — на английском языке.
1 октября 1846 года, через 9 месяцев после приезда в Россию, Шлиман отбыл в Любек в первую в жизни самостоятельную деловую поездку. За два с половиной месяца он посетил Германию, Голландию, Англию (Лондон и Ливерпуль) и Францию. Проплывая мимо побережья Мекленбурга, он отмечал, что «с величайшим равнодушием увидел свою родину». В Нидерландах его шеф — Бернхард Шрёдер — официально сделал его полноправным партнёром в фирме. В Лондоне и Париже Шлиман тратил много времени на посещение музеев, вполне вероятно, что визит в Британский музей впервые заронил в нём интерес к прошлому. В Петербург он вернулся 14 декабря 1846 года. Итоги года были весьма успешными: личный гонорар Шлимана составил 4000 гульденов, что означало 1 500 000 дохода Шрёдеров, поскольку Шлиман служил за полпроцента от суммы прибыли. Получив права полноценного партнёра, Шлиман в 1847 году отправился в Одессу, а 15 февраля официально вступил в российское подданство; через четыре дня — 19 февраля — он был записан во вторую купеческую гильдию.
В 1847 году Шлиман познакомился с Софи Хеккер, но в ноябре помолвка расстроилась. Сразу после этого Шлиман отправил письмо в Нойштрелиц, в котором просил руки подруги детства Минны Майнке. По словам Ф. Вандерберга:

Спустя четыре недели в Петербург пришёл ответ: двадцатишестилетняя Минна за несколько дней до этого вышла замуж за землевладельца, который был старше её почти на двадцать лет. Вероятно, Генрих и Минна в детстве пообещали друг другу пожениться, но после этого не виделись десять лет; Шлиман даже ни разу не написал ей, и Минна, должно быть, предположила, что он давно позабыл девушку из далёкого Анкерсхагена. Это, как позже драматизировал Шлиман, был тяжелейший удар судьбы. <…> Ложный удар судьбы имел для будущего Шлимана значение, которое трудно переоценить: кто знает, что произошло бы, если бы Генрих в 1847 году действительно женился на Минне. Можно предположить, что их брак удался бы и Шлиман не был бы женат ни на русской (Екатерине Петровне Лыжиной), ни на гречанке (Софье Энгастроменос). Но именно эти две женщины повернули жизнь Шлимана в то русло, которое привело его позже к раскопкам Трои и открытию сокровища Приама.
Дела Шлимана шли успешно: личный его доход составил 6000 гульденов в 1847 году и 10 000 — в следующем. Холерная эпидемия не тронула Г. Шлимана и его сотрудников, но в декабре 1848 года, возвращаясь из Москвы, он простудился на 36-градусном морозе и четыре месяца провёл в постели. Свободное время стимулировало изучение языков, которое стало для Генриха потребностью: к тому времени он всю переписку с зарубежными контрагентами вёл лично, а купцы Малютины постоянно прибегали к его услугам как переводчика. Дальнейшим подъёмом благосостояния Шлиман обязан знакомству с крупнейшим петербургским чаеторговцем Прокопием Ивановичем Пономарёвым (1774—1853) и его внуком Прокопием Ивановичем Пономарёвым-вторым. В августе 1847 года он вёл с торговым домом Пономарёвых переговоры о создании совместной фирмы, но к декабрю планы расстроились. Тем не менее, Шлиман поддерживал с Пономарёвыми дружеские связи, продолжал вести с ними дела.
В личном плане Шлиман оставался одиноким, но всё более и более брал на себя роль главы семьи; Эрнст Шлиман, полностью зависимый от сына в финансовом положении, не возражал. В 1848 году Генрих вызвал в Петербург 16-летнего брата Пауля, чтобы дать ему образование, а брату Людвигу одолжил 200 гульденов и оплатил переезд до Калифорнии, где начиналась «Золотая лихорадка». Летом 1850 года в Россию приехала сестра Шлимана — Вильгельмина, которую он поселил в доме С. А. Живаго, чтобы она получила там воспитание и образование.
В начале 1850 года Шлиман совершил очередную поездку в Москву, оттуда отправившись в Германию через Ковно и Кёнигсберг. После возвращения в Петербург он вновь собрался в путь. Главной целью его новой поездки были Соединённые Штаты — последнее письмо от брата Людвига было датировано 5 января 1849 года. 20 июля 1850 года пришло письмо из Нью-Йорка с вырезкой из газеты: «21 мая в Сакраменто умер от тифозной лихорадки господин Льюис Шлиман. Шлиман — родом из Германии, зарегистрированный в Нью-Йорке, — умер в возрасте двадцати пяти лет».

### Первая поездка в США
В декабре 1850 года Генрих Шлиман, взяв с собой 30 000 долларов наличными (50 000 талеров), через Амстердам и Ливерпуль отправился в США. 6 января 1851 года, когда пароход «Атлантик» попал в шторм, было разбито рулевое управление, и в течение двух недель судно дрейфовало в восточном направлении. 22 января его принесло к берегам Ирландии, на следующий день Шлиман сошёл на берег, получив от судовой компании 35 фунтов стерлингов компенсации. Посетив Шрёдера в Амстердаме, 1 февраля Шлиман вновь отплыл на пароходе «Африка» и прибыл в Нью-Йорк 15 февраля. Помимо Нью-Йорка, он побывал в Филадельфии и Вашингтоне. Дневник Шлимана содержит многочисленные описания, биографы доказали, что их основой были газетные публикации. Полностью были вымышлены визит в Белый дом и общение с президентом США Миллардом Филлмором — Шлиман не был ни настолько известен, ни настолько богат, чтобы президент Соединённых Штатов Америки мог заинтересоваться им. Много лет спустя Шлиман заявил, что его дневники были своего рода упражнениями в письме на иностранном языке.

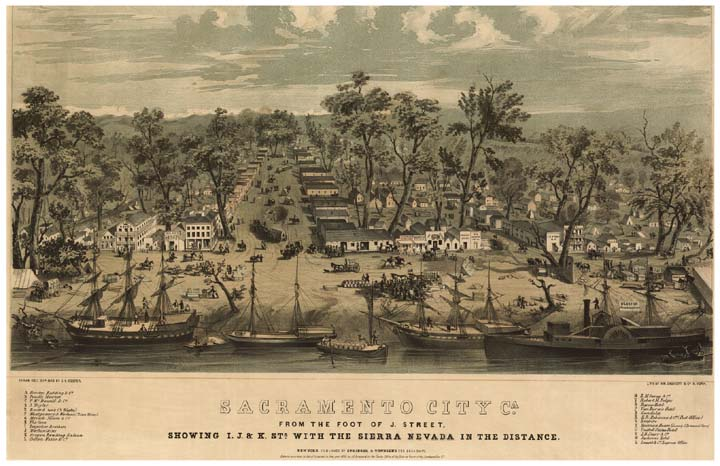
Вид Сакраменто в 1849 году

Наиболее надёжным путём в Калифорнию в 1851 году был морской (с пересадкой в Панаме); 28 февраля Шлиман отплыл из Филадельфии, высадился в Сан-Диего 31 марта и добрался до Сан-Франциско 2 апреля. Обосновавшись в Сакраменто, Шлиман привёл в порядок могилу брата, а посетив рудники и ознакомившись с условиями, основал банк для операций с золотом (на самом деле это был пункт скупки золота и одновременно меняльная лавка). «Банк» занимал одну комнату, снятую в каменном доме — одном из немногих в Сакраменто, а его хозяин был заодно клерком и переводчиком, способным изъясняться на большинстве языков, на которых говорили старатели. В штат входили также кассир-американец А. К. Грим и испанец-телохранитель Мигель де Сатрустиги. Шлиман открывал контору в 6 часов утра и закрывал не раньше 10 ночи, работая без выходных и праздников, даже в Рождество. Дела шли успешно: с октября 1851 по апрель 1852 года он отправил в банк Ротшильдов в Сан-Франциско золотого песка на сумму 1 350 000 долларов, доход в наиболее удачные дни составлял 30 000 долларов, то есть около 100 кг шлихового золота. Высокие обороты достигались тем, что Шлиман платил по самому высокому курсу (17 долларов за унцию). Тяжёлый труд привёл к болезни — в марте 1852 года Шлимана сразила лихорадка, а затем и тиф, но он продолжал принимать клиентов, лёжа в постели в единственной комнате своей конторы и глотая хинин.
Несмотря на сверхприбыли, Шлиман уже через год отказался от всего. Главными причинами были, вероятно, разногласия с его главным партнёром Дэвидсоном (из банка Ротшильдов); из писем следует, что он обвинил Шлимана в манипуляциях со взвешиванием золота. Однако были и причины другого рода:

Если бы в прежние годы я мог себе представить, что однажды заработаю хотя бы четверть моего теперешнего состояния, то посчитал бы себя счастливейшим из людей. Но теперь я чувствую себя самым несчастным, отделённый шестнадцатью тысячами километров от Петербурга, где все мои надежды и желания слились воедино в одном месте. <…> Если здесь, в Сакраменто, я могу в любой момент быть ограбленным или убитым, в России я могу спокойно спать в моей кровати, не боясь за свою жизнь и имущество, так как там тысячеглазое правосудие бдит за своими миролюбивыми жителями.
9 апреля 1852 года Шлиман дал объявление о передаче всех своих дел Дэвидсону и в тот же день отплыл в Панаму, имея при себе 60 000 долларов золотом. Особую опасность представляла переправа денег через Панамский перешеек, перед этим Шлиман даже советовался с британским консулом. Из-за сильных ливней путники были вынуждены простоять посреди болота с 26 апреля по 8 мая, пока не были спасены моряками. Шлиман при этом получил гнойное воспаление на ноге. 18 мая предприниматель через Кингстон на Ямайке добрался до Нью-Йорка, но уже на следующий день отплыл в Ливерпуль.

### Россия. Женитьба
Проведя 10 дней в Лондоне, Шлиман приехал в Париж, а оттуда отправился в Росток и впервые за долгое время посетил родные места — Нойбуков и Анкерсхаген. Встречавших его сестёр он не узнал. 22 июля 1852 года российский купец Шлиман прибыл в Петербург на пароходе «Эрбгроссгерцог Фридрих-Франц».
Удвоив состояние, Шлиман решился на женитьбу, хотя не пользовался успехом у женщин и не любил светской жизни. Ещё в 1849 году он познакомился с Екатериной Петровной Лыжиной — дочерью преуспевающего адвоката, по некоторым сведениям, племянницей С. Живаго. Екатерина родилась в 1826 году, окончила Петришуле. Из Парижа он передал через Н. Пономарёва письмо, в котором просил её руки. В ряде публикаций встречались предположения, что Шлиман делал Катерине предложение ещё до отъезда в США, но либо получил отказ, либо свадьба была отсрочена. С конца лета 1852 года начинается переписка Шлимана и Е. Лыжиной, которая продолжалась 33 года. В афинском архиве сохранилось более 180 её писем.
Венчание состоялось в воскресенье, 12 сентября 1852 года в Исаакиевском соборе. Вскоре благодаря тестю — адвокату Петру Александровичу Лыжину — Шлиман был приписан к нарвскому купечеству (в 1854 году вступив в 1-ю гильдию), которое тогда освобождалось от рекрутской повинности и имело особые льготы в налогообложении и организации торговли.
Летом 1853 года началась Крымская война, которая стала источником обогащения для многих представителей купечества, в том числе и Шлимана. Он торговал серой, селитрой, свинцом, оловом, железом и порохом. Основными его контрагентами стали Военное министерство, Санкт-Петербургский арсенал, Охтенский пороховой завод и Динабургский арсенал. Только в один день — 3 июня 1854 года — он поставил Военному министерству 1527 слитков свинца; во время войны его месячный оборот достиг миллиона рублей.
3 октября 1854 года на складах Мемеля произошёл сильный пожар, уничтоживший практически все грузы, складированные в порту. Там должны были быть и грузы Шлимана, купленные на аукционе в Амстердаме, — несколько сотен ящиков индиго, сандала и 225 ящиков кофе, общей стоимостью 150 000 талеров — это было практически всё состояние Генриха. Прибыв из Кёнигсберга, Шлиман узнал, что произошло чудо — его грузы прибыли с опозданием, и для их размещения был построен дополнительный склад в стороне, который оказался не затронут пожаром. Казус привёл к дополнительному обогащению Шлимана, поскольку немедленно наступил товарный голод.
В 1855 году в Дрездене скончался тесть Шлимана — П. А. Лыжин, а 16 ноября в семье Генриха и Екатерины родился первенец — сын Сергей, названный в честь С. А. Живаго. В метрике Шлиман именуется «Андреем Аристовичем», так же называли его в переписке родные. К окончанию войны в 1856 году Шлиман сделался миллионером, но это не сказалось на его деловой активности: летом того же года он совершил по воде путешествие из Петербурга в Нижний Новгород. Помимо прочего, за годы войны в коммерческих целях Шлиман освоил датский, шведский, польский и словенский языки.

### Изучение греческого языка
В апреле 1855 года Шлиман впервые приступил к изучению новогреческого языка. Первым его учителем был студент Петербургской духовной академии Николай Паппадакис, который по вечерам работал со Шлиманом по обычной его методике: «ученик» читал вслух, «учитель» слушал, поправлял произношение и объяснял незнакомые слова. В качестве пособия на этот раз служил роман «Поль и Виргиния» в греческом переводе. Шлиман утверждал, что уже после первого чтения запоминал примерно половину слов, а после повторения уже мог не пользоваться словарями. Далее учителем Шлимана стал семинарист из Афин Теоклетос Вимпос, который помогал расширять словарный запас — писал слова из греческого текста на листе бумаги, и они вместе составляли из них фразы. После нескольких недель таких занятий Шлиман написал по-гречески письмо своему дяде — пастору из Калькхорста Фридриху Шлиману — и первому учителю — Карлу Андресу. По мнению И. Богданова, несмотря на заявленное в этих письмах желание побывать в Греции и заниматься философией и историей, Шлиман в первую очередь преследовал коммерческие интересы, собираясь наладить связи с греческими общинами Петербурга, Ростова и Таганрога.
Общаясь с Вимпосом, Шлиман заинтересовался древнегреческим языком, который стал для него 13-м по счёту. Процесс его изучения он описывал в «Автобиографии» так:

…Я почти два года занимался исключительно литературой Древней Греции; в это время я с любопытством прочёл почти всех классических авторов и множество раз — «Илиаду» и «Одиссею». Что касается греческой грамматики, то я выучил только склонения и глаголы и почти не терял своего драгоценного времени на то, чтобы овладеть её правилами… Подробное знание греческой грамматики можно приобрести только на практике, — то есть внимательным чтением прозы классиков и заучиванием наизусть избранных мест из них. Следуя этому очень простому методу, я выучил древнегреческий так же, как я учил бы современный язык. Я могу писать на нём очень бегло на любую тему, с которой я знаком, и никогда не смогу забыть его. Я превосходно знаком со всеми его грамматическими правилами, даже не зная, содержатся они в грамматиках или нет; и каждый раз, когда кто-нибудь находит в моём греческом ошибку, я могу доказать, что прав я, просто прочитав вслух пассажи из классиков, где встречаются предложения, употреблённые мною.
На рубеже 1855—1856 годов Шлиман, достигнув возраста 33 лет, стал задумываться о выходе за пределы круга интересов обыкновенного коммерсанта. В дневнике содержится запись от 22 июля 1855 года, в которой Шлиман мечтал о туристической поездке в Италию, Грецию и Египет. Есть основания полагать, что между намерением посетить Италию и Грецию и изучением древних языков существует прямая связь. В марте 1856 года Шлиман писал отцу, что желал бы приобрести недвижимость в Германии, и вновь упоминает о поездке в Грецию, Испанию, Португалию и Индию. В этом письме Гомер впервые назван «любимым» и упоминается, что по-гречески Генрих Шлиман говорил «так же, как по-немецки».

### Семейные неурядицы. Деловая активность
Уже на следующий год после свадьбы супруги Шлиман осознали, что далеки друг от друга. Требовательный к себе Шлиман страдал от того, что его интересы жена не разделяла, хотя внешне старался показать, что в их отношениях всё безоблачно. Екатерина Шлиман категорически не соглашалась покинуть Петербург и отправиться в путешествие, хотя Генрих был готов ликвидировать дело, купить поместье в Мекленбурге и жить на доходы от капитала (годовой процент составлял на 1856 год 33 000 талеров). Ещё в 1855 году между супругами возник конфликт, подробности которого неизвестны, но сохранилось письмо Екатерины того же года, в котором, в частности, говорилось:

…К несчастью, мы с Тобой есть существа, которые, кажется, никогда не поймут друг друга; я это заметила с минуты нашего первого свидания, и в последнюю минуту моей жизни я, верно, буду думать так же.
Вероятно, в этот же период он впервые стал думать о разводе, который не дозволялся законами Российской империи. Общаясь с Т. Вимпосом, он познакомился с его матерью и сестрой, видимо, уже тогда у Шлимана сложилось положительное впечатление о греческих женщинах.
Биржевой и торговый кризис 1857 года погрузил Шлимана в уныние, не слишком удачной оказалась поездка на Ростокскую ярмарку, некоторую прибыль принесла только сделка с яванским и бенгальским индиго. В результате кризиса Шлиман потерял от 300 до 400 тысяч рублей и совершенно поседел. По возвращении в Петербург он вновь погрузился в греческую филологию: штудировал Фукидида, Эсхила и Софокла. Шлиман писал:

Я читал Платона с таким расчётом, как если бы в течение ближайших шести недель он смог бы получить от меня письмо и должен был бы понять.
В конце 1850-х годов много сил и времени у Шлимана отняла тяжба с петербургским купцом С. Ф. Соловьёвым (1819—1867) — крупным золотопромышленником. Она началась иском шлимановского стряпчего — брата его жены П. П. Лыжина по опротестованию векселей на 50 000 рублей. Гонорар шурина составил 1 % от суммы дела; всё шло к успеху, однако и в 1859 году процесс ещё тянулся. К 1858 году, судя по письмам к сёстрам, Шлиман изнемог от деловых неприятностей, забросил все дела и принялся за изучение латинского языка, уроки которого ему давал швейцарский профессор Людвиг фон Муральт.
В ноябре 1858 года, оставив в Петербурге беременную жену, Шлиман отправился в путешествие по Европе.

### Путешествия в Европу и на Ближний Восток. Отъезд из России
Через Стокгольм, Копенгаген, Берлин, Франкфурт и Баден-Баден Шлиман поехал в Италию, где останавливался в Риме и Неаполе. На Сицилии, где он провёл Рождество 1858 года, он погрузился в сомнения: 

Провести всю жизнь на колесах или бездельничать в Риме, Париже и Афинах невозможно для такого человека, как я, который привык с утра до вечера заниматься практическим делом.
 Далее он отправился в Египет. В Александрии он принялся за арабский язык, а в Каире подружился с двумя итальянскими авантюристами — братьями Джулио и Карло Басси из Болоньи. Вместе они отправились в Иерусалим, причём караван состоял из трёх скаковых лошадей, 12 верблюдов для перевозки багажа и десяти африканских рабов. Переход через пустыню длился 19 дней, в Иерусалим путешественники прибыли на Пасху. В мае он посетил Петру и Баальбек, о чём писал отцу. 30 мая Шлиман добрался до Дамаска, где заболел лихорадкой и тогда вынужден был пароходом отправиться в Измир и Афины. В Афинах, где лихорадка Шлимана стала критической, он получил письмо из Петербурга — 12 января 1859 года родилась его дочь Наталья. Из-за плохого самочувствия Шлиман в тот раз так и не увидел Греции.
Ещё во время путешествия Шлимана С. Ф. Соловьёв подал в Коммерческий суд прошение, датированное 7 мая 1859 года, обвинив Шлимана в махинациях и предъявив ему встречный иск. Во встречном иске ему было отказано, но дело вновь остановилось. Получив известия, Генрих Шлиман в начале июля вернулся в Петербург (из Стамбула по Дунаю через Будапешт и Прагу), где, в частности, объяснился с женой, но 3 августа уже отбыл в Копенгаген. Семья Шлимана тогда переехала на новую квартиру в 1-й линии Васильевского острова в доме № 30 (ныне № 28). Шлиман к тому времени отбыл во Францию и Испанию.

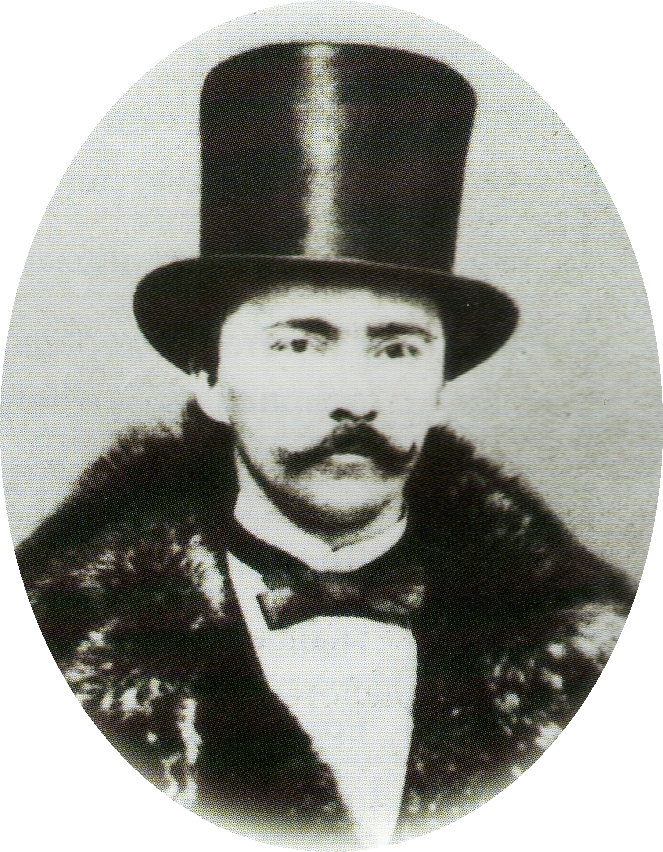
Первая сохранившаяся фотография Шлимана, отправленная родственникам в Мекленбург. Около 1861 года. В надписи на обороте Шлиман назвал себя «директором Императорского банка» — ещё одна мистификация

В декабре 1859 года Шлиман вернулся в Петербург. С женой он никогда не появлялся в свете, вёл исключительно размеренный образ жизни. В семь часов утра он покидал дом и отправлялся в спортивный клуб, где занимался гимнастикой. Рабочий день начинался в половину девятого, два часа занимал разбор внутренней и зарубежной почты, до 14:00 планировались деловые визиты. До 17:00 Шлиман работал на бирже. Вечера были заняты изучением языков или писанием писем. Жена по-прежнему не разделяла интересов мужа (в одном из писем с дачи она просила «не привозить Гомера»). В выходные, когда конторы и биржа не работали, Шлиман занимался верховой ездой, летом плавал в Финском заливе, а зимой катался на коньках и был членом «Конькобежного общества». Дела шли превосходно — в одном из писем сестре Вильгельмине Шлиман упоминал, что со времени возвращения из Европы ещё раз удвоил своё состояние. Его личный капитал к началу 1860-х годов составил около 2 700 000 рублей или 10 млн марок.
В мае 1860 года Екатерина Петровна уехала в Мариенбад после неудачных родов, взяв с собой и детей. Шлиман продолжал лихорадочно работать: только за сезон навигации (май — октябрь) он доставил в Петербург товаров на 2 400 000 рублей серебром — свинец, олово, ртуть, бумагу и огромные партии индиго. Отношения с женой после её возвращения в сентябре сводились почти исключительно к денежным расчётам. Рождение 21 июля 1861 года дочери Надежды свидетельствовало о временном сближении супругов. Судя по письму шурина — Николая Петровича Лыжина — Шлиман тогда же стал изучать персидский язык под руководством Роберта Френа — сына академика. Николай Лыжин также привёз ему из Берлина «Историю Египта».
Совершив поездку на Нижегородскую ярмарку, 4 сентября 1861 года Шлиман был избран членом Коммерческого суда. В сезон 1862—1863 годов он также занимался торговлей хлопком, доставляемым из США, и кратковременно съездил в Италию. В январе 1863 года он известил жену, что намерен оставить занятия коммерцией. Тем не менее, ещё в декабре 1863 года он был из нарвских купцов переведён в Санкт-Петербургское первой гильдии купечество, а 15 января 1864 года был удостоен почётного потомственного гражданства. Однако уже 10 января он отплыл в Лондон, объявив, что навсегда покидает Россию.

## Кругосветное путешествие. Определение жизненного призвания (1864—1869)

### Кругосветный вояж

Маршруты поездок Шлимана в 1864—1866 годах

В апреле 1864 года Шлиман отправился на минеральные воды в Ахен — набираться сил перед большим путешествием. Шрёдерам он писал, что для начала собирается в Тунис — изучать экономическую конъюнктуру, оттуда — в Египет, Индию, Китай, Японию, Калифорнию и Мексику, потом — на Кубу и в Южную Америку. Он тогда ещё вынашивал идею вновь заняться коммерцией (после окончания турне), может быть, даже вернуться в Петербург. В июне Шлиман действительно побывал в Тунисе, совмещая визит на руины Карфагена с оценкой политических и экономических перспектив, — в тунисские акции он вложил 250 000 франков. В июле Шлиман перебрался в Каир, где подхватил какую-то инфекцию, тело покрылось нарывами, его мучили боли в ушах. Пришлось возвращаться в Европу и лечиться в Болонье. В одном из писем он поинтересовался мнением жены насчёт того, чтобы приобрести имение в Италии. Екатерина Петровна была категорически против, мотивируя тем, что дети должны расти и получать образование только в России. Лечение в Италии принесло лишь частичное облегчение, для консультаций Генрих отправился в Париж и в конечном счёте оказался в Вюрцбурге. Там профессор фон Трёльш впервые выявил у него экзостоз и запретил купаться в холодной воде, что Шлиман проигнорировал.
Шлиман даже хотел прервать путешествие и вернуться в Петербург, но полученное 26 августа письмо от жены было по тону таким, что Генрих отправился в Индию и на Цейлон — страны, с которыми долгие годы был связан по торговым делам. 5 декабря 1864 года пароход «Нубия» прибыл на Цейлон, а 13 декабря — в Калькутту. Пребывание в Индии было коротким — до 26 января 1865 года. Из Калькутты Шлиман поездом отправился в Дели — британские колонизаторы уже проложили железную дорогу, и путь занимал всего двое суток. Прибыв в Дели, Шлиман нанял слугу и провожатого, который показал ему мечети и дворцы; побывал он и в Агре. Посетив предгорья Гималаев, Шлиман провёл два дня в Варанаси на Ганге, знакомясь с обычаями и обрядами индуистской религии. М. Мейерович отмечал: 

…Знакомство с индийской культурой и искусством не вызвало глубокого интереса у Шлимана. Возможно, этому причиной было то, что индийских языков Шлиман не знал, а близость с каждой страной у него начиналась именно с языка.
Дальнейший путь пролегал через Сингапур и Яву. В Сингапуре он активно переписывался с русскими адресатами, прощупывая почву для дальнейших сделок с колониальными товарами, и отправил в Петербург 10 ящиков бенгальского индиго. В Батавии его поразил острый отит, поражены оказались оба уха. Местный врач рекомендовал операцию на правую сторону, которая прошла успешно, но боли и тугоухость остались на всю жизнь. Восстанавливаясь, Шлиман увлёкся ботаникой и составил большой тропический гербарий и коллекцию насекомых, которую в 1875 году передал сыну Сергею. На Яве же он впервые увидел, как растёт индигофера — сырьё для краски, которой он торговал уже 20 лет.
1 апреля Шлиман прибыл в Гонконг. Дальнейший его маршрут пролегал через Сямэнь и Гуанчжоу на север — через Фучжоу, Шанхай, Тяньцзинь до Пекина. В Шанхае его поразил китайский театр, которому посвящено обширное описание, составляющее контраст с обычной лапидарностью записей. Тем не менее, Шлиман торопился, судя по записям, Китай произвёл на него отталкивающее впечатление:

В Тяньцзине больше 400 тысяч обитателей, большинство из них живёт в предместьях. Из всех грязнейших городов, которые я видел в жизни — а видел я их достаточно во всех частях земного шара, но больше всего в Китае, — Тяньцзинь, несомненно, самый грязный и отталкивающий; все органы чувств прохожего там непрерывно подвергают оскорблению.

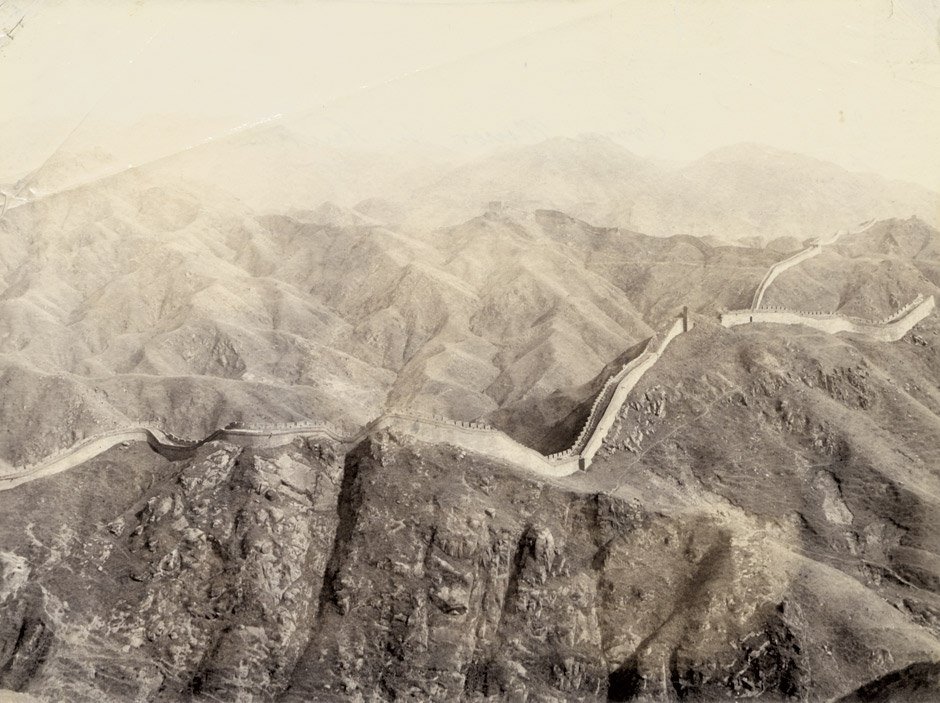
Великая китайская стена в окрестностях Пекина. Фото Сансихиро Ямамото, 1890-е годы

Шлиман вёл себя как турист и коммерсант — отчаянно торговался из-за мелочей, в Пекине — не зная языка — снизил в два раза стоимость ночлега в монастыре, где остановился. Круг интересов его мало выходил за пределы купеческого: 29 мая в Шанхае он сделал большой заказ на чай. Однако впервые в ходе этого путешествия Шлиман стал описывать и обмеривать памятники древности, его дневник подчас напоминал студенческий конспект. Более всего в Китае его поразили природа и Великая китайская стена:

Я видел величественные панорамы, открывающиеся с высоты вулканов — острова Явы, с вершин Сьерра-Невады в Калифорнии, с Гималаев в Индии, с высокогорных плато Кордильеров в Южной Америке. Но никогда нигде не видел я ничего, что можно было бы сравнить с великолепной картиной, которая развернулась здесь перед моими глазами. Изумлённый и поражённый, полный восхищения и восторга, я не мог свыкнуться с этим чудесным зрелищем; Великая китайская стена, о которой с самого нежного детства я не мог слышать без чувства живейшего интереса, была сейчас передо мной, в сто раз более грандиозная, чем я себе представлял, и чем больше я глядел на это бесконечное сооружение… тем больше оно казалось мне сказочным созданием племени допотопных гигантов.

Шлиман тщательно измерил стену в нескольких местах и даже захватил с собой один кирпич на память.

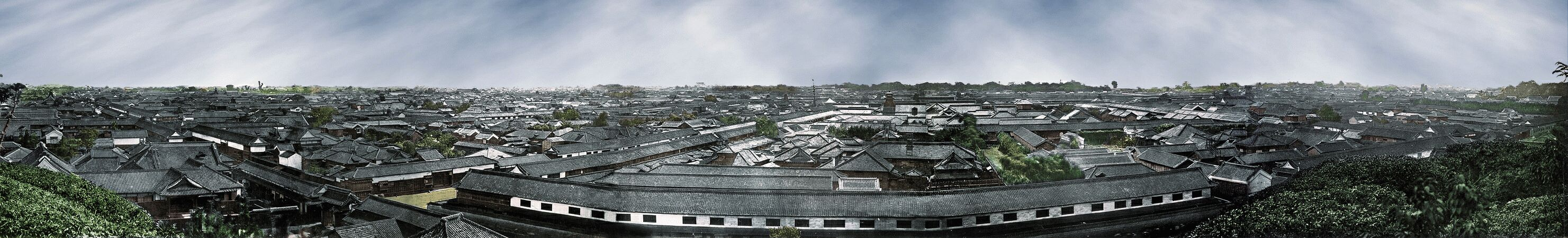
Панорама Эдо в 1865 или 1866 году. Фото Феликса Беато

Из Шанхая пароход «Пекин» доставил его в Иокогаму. Столица тогдашней Японии — Эдо — ещё была запретным для иностранцев городом, поэтому Шлиман употребил все силы, чтобы туда попасть. При посредничестве американского консула он сумел выправить себе разрешение на пребывание в Эдо в течение трёх дней, но, как всякий иностранец, находился в столице на положении пленника: его постоянно сопровождали пять конных полицейских и шесть коноводов. Несмотря на ограничения, Шлиман обозрел столицу, побывал в чайном домике, в школе икебаны, в питомнике для разведения шелковичных червей и в театре. Всего пребывание в Японии продлилось три недели.
4 июля 1865 года Шлиман сел на английский пароход и 22 августа высадился в Сан-Франциско; переход через Тихий океан продлился 50 дней. Он имел отдельную «каюту» площадью 2 × 1,3 м, но не жаловался на отсутствие комфорта. Во время плавания он обрабатывал свои китайские и японские дневники и в итоге написал на французском языке свою первую книгу — «La Chine et le Japon au temps présent» («Китай и Япония дня сегодняшнего»). Сначала он планировал напечатать путевые записки в Journal de Petersbourg, но в итоге они вышли в свет во Франции.
В Калифорнии Шлиман вновь побывал на золотых рудниках, но сильнее всего интересовался природой: побывал в Йосемитской долине, а в сентябре посетил рощи секвой. Обозрев дерево под названием «Мать леса», Шлиман подсчитал в дневнике, что оно содержит 573 000 кубических футов древесины (16 225 м³), следовательно, свой петербургский дом он мог отапливать в течение 107 лет и 5 месяцев. Спустя неделю Шлиман совершил плавание в Никарагуа, оттуда перебрался в Нью-Йорк. Поездка на Кубу оказалась удачной в коммерческом отношении — там он выгодно вложил деньги в акции железнодорожной компании. Побывал он и в Мексике, но в общем, описание всех событий, произошедших после отъезда из Японии и до прибытия в Париж в январе следующего года, заняло в дневнике Шлимана менее двух десятков страниц.
По словам Ф. Ванденберга:

Каких-либо сильных, неизгладимых впечатлений это путешествие вокруг света… у Шлимана не оставило, разве что за это время ясно стало одно: свою будущую жизнь он пожелал посвятить науке.

### Возвращение в Европу. Разрыв с семьёй
В октябре 1865 года Шлиман, которого вновь беспокоили боли в ушах, прибыл в Вюрцбург на лечение. Из его переписки с женой следует, что он даже не сообщил ей об операции на Яве. 28 января 1866 года, посетив по пути Лондон, Шлиман переехал в Париж и немедленно купил несколько домов: № 5 на бульваре Сен-Мишель, № 33 на Рю-де-Аркад, № 6 и 8 на Рю-де-Кале и № 7, 9 и 17 на Рю-де-Блан-Манто, общая сумма сделки составила 1 736 400 франков. Это были доходные дома, в которых было 270 отдельных квартир — надёжный и прибыльный источник дохода. Тогда же Шлиман занялся поиском издателя и редактора для своей книги о Китае и Японии, и ему даже предложили обратиться к Александру Дюма (неизвестно, отцу или сыну), но знакомство по какой-то причине не состоялось.
1 февраля Шлиман записался в Парижский университет, где оплатил следующие курсы лекций:

1. «Французская поэзия XVI столетия»;
2. «Арабский язык и поэзия» (профессор Дефремери, Коллеж де Франс, по хрестоматии Козегартена);
3. «Греческая философия» (профессор Ш. Левек, Коллеж де Франс);
4. «Греческая литература» с коллоквиумом по «Аяксу» Софокла (профессор Э. Эггер);
5. «Петрарка и его странствия» (профессор Мезьер, продолжение курса);
6. «Сравнительное языковедение» (профессор Мишель Бреаль);
7. «Египетская филология и археология» (Викде Руже);
8. «Современный французский язык и литература (в частности, Монтень)» (профессор Гийом Гизо).

Шлиман очень серьёзно отнёсся к своему новому статусу студента, ибо ещё с середины 1850-х годов писал родственникам, что чувствует нехватку систематического образования, которого не получил в юности. Он аккуратно посещал лекции и семинары, но в университете проучился недолго. Много времени у него отняло издание книжки «Китай и Япония дня сегодняшнего», которая вышла на французском языке столь малым тиражом, что мгновенно стала библиографической редкостью. Он замыслил перевести её на немецкий язык и предложил эту работу своему старому учителю Карлу Андерсу, с которым изредка переписывался на греческом и латинском языках. Тот к тому времени обеднел и опустился, так что гонорар от Шлимана пришёлся весьма кстати.
Проведя месяц в Парижском университете, 7 марта 1866 года Шлиман возвратился в Петербург, пробыв в отсутствии 2 года. Судя по дневнику и переписке, он восстановил старые знакомства и не оставил коммерческих интересов. Впрочем, главной его задачей было уговорить жену переехать с ним во Францию или Германию. Не сумев восстановить отношений с семьёй, 10 июля 1866 года он выехал в Москву и начал на следующий же день вести дневник на русском языке — единственный, который вёл на этом языке, как если бы находился в путешествии за рубежом. Дневник представляет собой, скорее, собрание числовых заметок — росписи расходов, фиксирует число жителей в поселениях, которые проезжал, отмечает температуру воздуха, расстояния между населёнными пунктами, имена попутчиков и т. д. В Москве и Нижнем Новгороде он не задержался, его целью стала Самарская губерния, где он вознамерился лечиться кумысом, который стал весьма модным в России XIX века. Шлиман обосновался в кумысолечебнице А. И. Чембулатова, располагавшейся в его собственном имении Хомяковка в 65 верстах от Самары. Лечение длилось с 15 июля по 12 августа, но не принесло облегчения, особенно Шлимана донимали малярия и боли в суставах, Чембулатов возобновил лечение хинином. Далее Генрих отправился по Волге до Саратова и Царицына, добравшись 23 августа до Таганрога. 25 августа, получив сухую телеграмму от жены, Шлиман из Одессы отплыл во Францию.

### Вторая поездка в США
Прибыв в Париж в начале сентября 1866 года, Шлиман снял дом на площади Сен-Мишель, в котором со временем возник интеллектуальный кружок, куда, в частности, входил Эрнест Ренан (его «Жизнь Иисуса» Шлиман прочитал ещё в 1858 году). Находясь в тяжёлой депрессии от семейных неурядиц, он вернулся к занятиям в университете, в частности, изучая археологию под руководством директора Лувра — Ж. Равессон-Мольена. Он также посещал заседания Географического общества, где 7 мая 1867 года присутствовал на лекции о книге греческого учёного Г. Николаидиса «Топография и стратегический план „Илиады“» и впервые в жизни узнал, что по поводу существования и местоположения Трои идут оживлённые дискуссии. Тема так заинтересовала Генриха, что он купил книгу Николаидиса на греческом языке, но сосредоточиться на этой теме пока не мог.
Шлиман продолжал бомбардировать жену письмами, призывая её приехать в Париж и суля радости богатой жизни в столице Франции. Шлиман даже хотел оформить свою недвижимость в Париже на 11-летнего сына Сергея, для которого присмотрел пансион Краузе в Дрездене. Е. П. Лыжина-Шлиман и её родные неизменно отвечали отказом. Отчаявшись вернуть семью, Шлиман даже прибег к угрозам и выставлял свою жену в переписке с третьими лицами в неприглядном виде. Наконец, 10 июля 1867 года Шлиман написал Екатерине Петровне по-французски письмо, в котором прямо заявил о разводе.
18 сентября на пароходе «Америка» Шлиман отбыл в Нью-Йорк — начинался очередной экономический кризис; чтобы спасти вложения в бумаги американских железных дорог и развестись с женой, следовало получить гражданство США. В первый раз он пытался получить гражданство ещё в 1851 году в Калифорнии, но не получил от властей ответа (хотя в «Автобиографии» и утверждал, что получил искомое автоматически, когда Калифорния стала штатом — в 1850 году). В Америке оказалось, что железнодорожные акции, против ожиданий, принесли ему 10 % прибыли, поэтому Шлиман лично провёл маркетинговое исследование — под видом пассажира объездил дороги разных компаний по маршруту Нью-Йорк — Толидо — Кливленд — Чикаго. В результате он продал почти все свои акции (на сумму 300 000 долларов), а вырученную сумму вложил в железные дороги. В то же время сомнительны его сообщения, что он встречался с президентом США Джонсоном и генералом Улиссом Грантом. Его интересовало всё: он ездил на хлопковые плантации, знакомился со школами Чикаго (и записал в дневник стандарты американских школьных парт), Ренану прислал отчёт о деятельности и публикациях американских эллинистов. Побывав на Кубе, 3 января 1868 года Шлиман вернулся в Нью-Йорк и присутствовал на публичном чтении Диккенсом его «Рождественских повестей», билет обошёлся ему в 3 доллара. Вопрос о гражданстве тогда решён не был: у Шлимана была масса дел по управлению своими вложениями, а по законам штата Нью-Йорк для натурализации требовалось прожить на территории США не менее 5 лет и не менее года — в пределах штата.

### Греция. Первые раскопки. Учёная степень
28 января 1868 года Шлиман вернулся в Париж. 4 марта он вновь написал жене (к тому времени они не виделись уже полтора года) 12-страничное письмо, призывая её одуматься и вновь расписывая преимущества богатой жизни. Кажется, в их отношениях наметилось потепление, но Шлиман не спешил в Петербург, а собрался в Швейцарию и Италию; 5 мая он прибыл в Рим, где поставил своей задачей обойти решительно все туристические объекты города. Записи в дневнике от 7 мая показывают, что Шлиман впервые на практике заинтересовался археологическими раскопками, которые велись на Палатинском холме, 18 мая он вновь побывал на раскопках. 7 июня в Неаполе Шлиман отправился в университет, где побывал на лекциях о греческой литературе и современной истории, а 8 июня отбыл на помпейские раскопки. Побывав на Сицилии и поднявшись на вершину Этны, 6 июля Шлиман отправился в Грецию — на Корфу.
Следующие 10 дней Шлиман провёл на Итаке, причём его поразило, что сопровождающий — неграмотный мельник — по памяти пересказал ему всю «Одиссею». 10 июля Шлиман наткнулся на горе Этос на развалины какого-то дворца (он искренне поверил, что это дворец Одиссея) и 13 июля впервые в жизни приступил к самостоятельным раскопкам. Уже тогда в его багаже были «Одиссея» и «Илиада» Гомера, четырёхтомник Плиния, «География» Страбона, которые он явно предпочитал путеводителю Мюррея. Ф. Ванденберг писал:

Доказательств этой теории Шлиман так и не обнаружил. Ему вполне хватало того, что он увидел. В нём уже пробудился инстинкт первооткрывателя. В этот день и появился на свет археолог Генрих Шлиман.

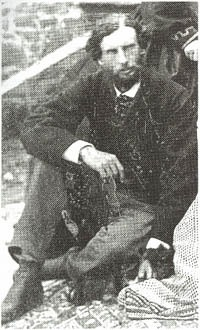
Фрэнк Калверт в 1866 году

Продолжая путешествие по Греции, Шлиман посетил развалины древнего Коринфа, а далее — Микены, и 20 июля прибыл в Афины, где встретился со своим учителем греческого языка Т. Вимпосом, который стал архиепископом Мантинейским, а также познакомился с немецким архитектором Э. Циллером, который постоянно работал в Греции. Циллер же участвовал в 1864 году в попытках найти Трою. Заинтересованный Шлиман отправился в Троаду (на турецкой территории) и 10 августа 1868 года впервые увидел холм Гиссарлык. Там же он познакомился с Ф. Калвертом, который также пытался отыскать Трою и был владельцем части холма. 22 августа Шлиман категорично писал отцу:

В апреле следующего года я обнажу весь холм Гиссарлык, ибо уверен, что найду Пергамон, цитадель Трои.
Шлиман отказался от возвращения в Россию и общения с семьёй и вернулся в сентябре в Париж с намерением написать книгу о своих греческих находках. Нежелание ехать в Петербург объяснялось и тем, что дело о долге Соловьёва не закончилось даже с его смертью, поскольку сестра покойного, Е. К. Переяславцева, вознамерилась взыскать со Шлимана 20 000 рублей.
В ноябре Шлиман вступил во Французскую ассоциацию поощрения изучения Греции и 9 декабря завершил свою вторую книгу — «Итака, Пелопоннес и Троя. Археологические исследования». Квалификации Шлимана ещё не хватало на научную монографию, книга получилась расширенным вариантом путевых заметок. В предисловии автор впервые предложил вариант собственной биографии и впервые озвучил самолично сочинённый миф, что заинтересовался Троей из рассказов отца в раннем детстве. Книга не вызвала интереса учёных и издателей, поэтому Шлиман опубликовал её за собственный счёт тиражом в 700 экземпляров.
На Рождество он всё-таки отправился в Петербург. Несмотря на отправленную загодя телеграмму, семью он не застал — Екатерина Петровна ушла с детьми из дома. Последовало очень бурное объяснение, которое оказалось последним. Видимо, тогда же Шлиман окончательно решил связать свою жизнь с раскопками Трои, ибо 26 декабря отправил Калверту письмо, содержащее два десятка практических вопросов, в основном насчёт найма рабочих на раскопки, особенностей климата Троады и начала полевого сезона.
Генрих также обратился к кузену из Калькхорста — адвокату Адольфу Шлиману, который предложил ему отправить в Ростокский университет обе опубликованные книги, чтобы получить по совокупности трудов степень доктора философии. Г. Шлиман отлично понимал, что, намереваясь совершить переворот в представлениях об античности, он должен занимать определённое место в научном сообществе. Адольф Шлиман занимался оформлением учёной степени своему кузену, когда тот находился в США. 12 марта 1869 года в Росток на имя профессора Картена — декана философского факультета — были отправлены обе книги Г. Шлимана, его автобиография и письмо на немецком и латинском языках, причём латинское письмо содержало ошибку. Тем не менее, единогласным решением учёного совета университета 27 апреля 1869 года Генриху Шлиману была присуждена степень доктора философии.

### Американское гражданство. Развод
В феврале, собираясь в США, Шлиман отправил Т. Вимпосу в Афины весьма примечательное письмо, в котором просил епископа подыскать ему греческую жену. В частности, там говорилось: 

Клянусь прахом матери, все помыслы мои будут направлены на то, чтобы сделать мою будущую жену счастливой. Клянусь вам, у неё никогда не будет повода для жалоб, я стану носить её на руках, если она добра и преисполнена любви. …Я постоянно вращаюсь в обществе умных и красивых женщин, которые рады были бы исцелить меня от моих недугов и смогли бы даже сделать меня счастливым, если бы узнали, что я подумываю о разводе. Но, друг мой, плоть слаба, и я боюсь, что влюблюсь в какую-нибудь француженку и снова останусь несчастным — теперь уже на всю жизнь. Посему прошу вас приложить к ответному письму портрет какой-нибудь красивой гречанки — вы ведь можете приобрести его у любого фотографа. Я буду носить этот портрет в бумажнике и тем самым сумею избежать опасности взять в жёны кого-нибудь, кроме гречанки. Но если вы сможете прислать мне портрет девушки, которую мне предназначаете, то тем лучше. Умоляю вас, найдите мне жену с таким же ангельским характером, как у вашей замужней сестры. Пусть она будет бедной, но образованной. Она должна восторженно любить Гомера и стремиться к возрождению нашей любимой Греции. Для меня неважно, знает ли она иностранные языки. Но она должна быть греческого типа, иметь чёрные волосы и быть, по возможности, красивой. Однако моё первое условие — доброе и любящее сердце.

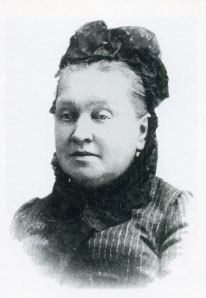
Одна из немногих сохранившихся фотографий Е. П. Лыжиной

27 марта 1869 года Шлиман в третий раз прибыл в США и подал документы на получение гражданства. Необходимые бумаги он получил уже через два дня: некто Джон Болан, житель Нью-Йорка (Мэдисон-авеню, 90), под присягой заявил в суде о том, что «мистер Генри Шлиман проживал в течение пяти лет в Соединённых Штатах, из них один год — в штате Нью-Йорк, и всегда придерживался принципов конституции Соединённых Штатов». На самом деле Шлиман едва ли провёл в Нью-Йорке более 10 недель за все три свои поездки в США, по-видимому, Дж. Болан был щедро вознаграждён за ложную клятву.
1 апреля 1869 года, через три дня после получения гражданства, Генрих Шлиман переехал в Индианаполис, где, по словам кузена — А. Шлимана, было самое либеральное законодательство в США. 5 апреля он подал в суд общегражданских исков (Мэрион-корт) заявление о разводе. Документы об этом печатались в городской газете Indiana Weekly State Journal в номерах от 9, 16 и 23 апреля. По законам штата Индиана, чтобы подать такое заявление, требовалось не менее года прожить на его территории. Дело Шлимана рассматривалось 30 июня, следовательно, ему удалось доказать суду, что цензу оседлости он удовлетворял. В письменном виде это было отражено в судебном заключении. Шлиман так никогда и не объяснил, как же ему удалось доказать, что он является резидентом штата. Однако 11 июля 1869 года в письме одному из парижских знакомых Шлиман упоминал, что купил в Индианаполисе дом за 1125 долларов и вложил 12 000 долларов в 33 % акций крахмальной фабрики, причём обе сделки были завершены за две недели до суда. За акции он заплатил только 350 долларов задатка, а в контракте значилось, что если оставшаяся часть суммы не будет выплачена до 25 июля, то сделка расторгается. Таким образом, Шлиман пожертвовал малой суммой и при этом показал суду, что является состоятельным и солидным членом городского сообщества, а не временным мигрантом, которому нужно быстро развестись. 30 июня 1869 года Шлиман записал в дневнике, что развод состоялся; суд учёл письма Е. П. Лыжиной, переведённые на английский язык. При переводе письма фальсифицировались: нежелание Екатерины Петровны приехать к мужу в Париж превратилось в нежелание жить в США. После окончания дела Шлиман дождался получения официального протокола судебного заседания и свидетельства о расторжении брака в 3 экземплярах, после чего в середине июля покинул Индианаполис. 24 июля он отплыл из Нью-Йорка во Францию.

### Афины. Вторая женитьба

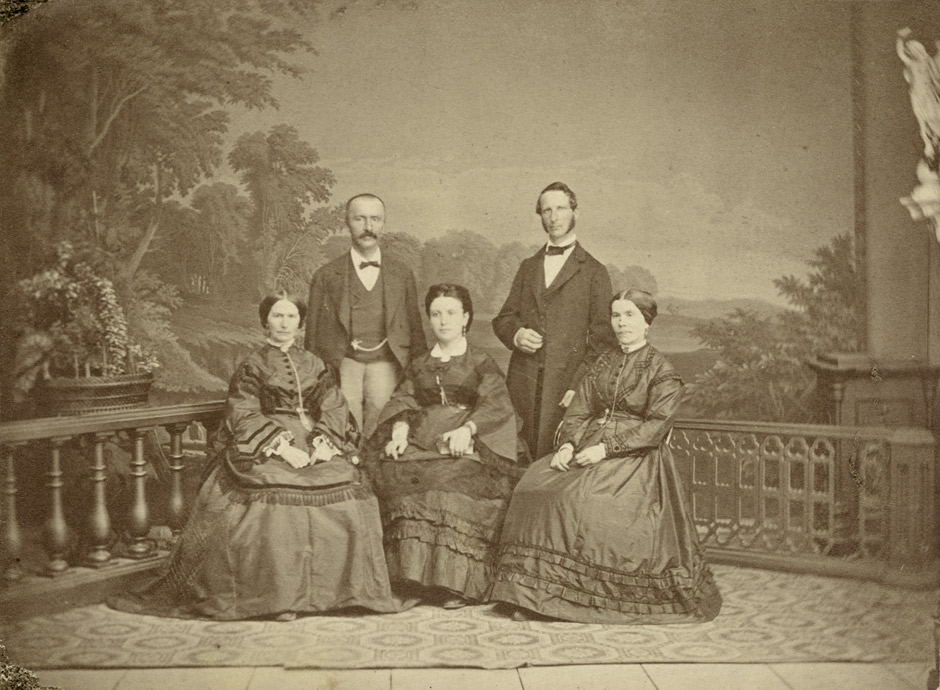
На фотографии София сидит в центре, Шлиман стоит слева

Ещё когда Шлиман был в Индиане, он получил ответ от Теоклетоса Вимпоса — епископ серьёзно воспринял просьбу бывшего ученика. Вимпос отправил в США несколько фотографий, среди которых было изображение Софии Энгастромену — младшей дочери его кузины Виктории и купца Георгиоса Энгастроменоса. Софии исполнилось тогда 17 лет, и она завершала образование. 26 апреля Шлиман ответил Вимпосу, вложив в письмо чек на 1000 франков. Среди прочих подробностей Шлиман сообщал, что его смущает значительная разница в возрасте — 30 лет, а также сомнения в собственной мужской состоятельности: после разрыва с женой он в течение шести лет не имел сексуальных отношений. Архиепископ постарался развеять его сомнения и даже прислал фотографии ещё двух кандидаток, в том числе молодой вдовы. Переписка продолжалась, но Шлиман, видимо, продолжал колебаться. Уже в июле, находясь в Нью-Йорке, он спрашивал совета своих американских друзей, следует ли ему жениться на гречанке.
Прибыв в Афины, Шлиман пожелал лично встретиться с кандидатками, чьи портреты посылал ему Вимпос, и не изменил заочно составленного мнения. Встречи с Софией проходили в присутствии её родственников, когда же, наконец, Генрих прямо спросил её, почему она хочет выйти замуж (это было 15 сентября 1869 года), то последовал прямой ответ — «Такова воля моих родителей; мы бедны, а вы человек богатый». Подавленный Шлиман отправил письмо следующего содержания:

Меня глубоко поразило, что вы дали мне такой рабский ответ. Я честный, простой человек. Я думал, что если мы поженимся, то это произойдёт потому, что мы хотим вместе раскопать Трою, хотим вместе восхищаться Гомером. Но теперь я завтра уезжаю, и мы, быть может, никогда больше не увидимся… <…> Если вам, однако, когда-нибудь потребуется друг, то вспомните и обратитесь к преданному вам Генриху Шлиману, доктору философии, площадь Сен-Мишель, 5, Париж.

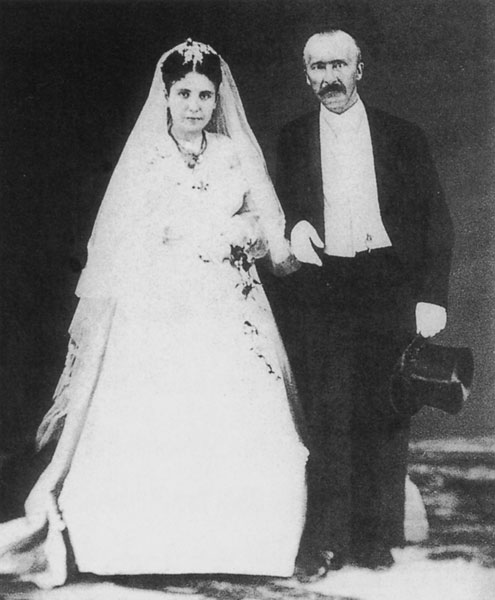
Свадебная фотография

Получив послание, Энгастроменосы переполошились — жених-миллионер был единственным шансом вернуть семье положение в обществе и погасить долги. Софию заставили написать письмо — один исписанный лист и 19 чистых, вложенных в конверт в спешке. Ответ Шлимана был сухим, но с этого началась их переписка с Софией. Уже через неделю — 23 сентября — состоялась свадьба (венчались в церкви св. Мелетия в Колоне), её поспешность, по-видимому, объяснялась желанием родственников скорее привязать Шлимана к новой семье. Однако Шлиман заставил Софию и её отца подписать соглашение, что они не будут претендовать на его состояние, если только это не будет оговорено в завещании, но на свадебные расходы не поскупился.
Через два дня супруги отправились в свадебное путешествие — пароходом до Сицилии, через Неаполь и Рим во Флоренцию, Венецию и Мюнхен. Путешествие завершилось в Париже. Шлиман всячески просвещал молодую жену, водил её по музеям, нанял учителей итальянского и французского языков, чтобы она могла общаться с его друзьями. Были и казусы: в галерее Мюнхенского дворца он увидел портрет молодой женщины в греческом головном уборе, на следующий день Шлиман велел Софии надеть аналогичный и повёл её в галерею, чтобы посетители могли убедиться, что живой образ не хуже живописного; она разрыдалась и убежала. Потрясение Софии оказалось слишком тяжело, она медленнее, чем хотел Генрих, адаптировалась к новому образу жизни. В Париже у неё развилась депрессия, сопровождаемая мигренями и тошнотой, врачи рекомендовали вернуться в привычную обстановку. Вскоре Шлиман получил известия о кончине средней дочери Натальи (28 ноября в возрасте 10 лет) и отбросил все свои планы. 19 февраля 1870 года супруги вернулись в Афины. Отчасти это произошло и потому, что Шлиман предсказывал начало франко-прусской войны. В Афинах Шлиман купил дом возле площади Синтагма, где и поселился с Софией, начав в Стамбуле процесс получения разрешения на раскопки на Гиссарлыке.

## Археолог (1870—1890)

### На подступах к Трое

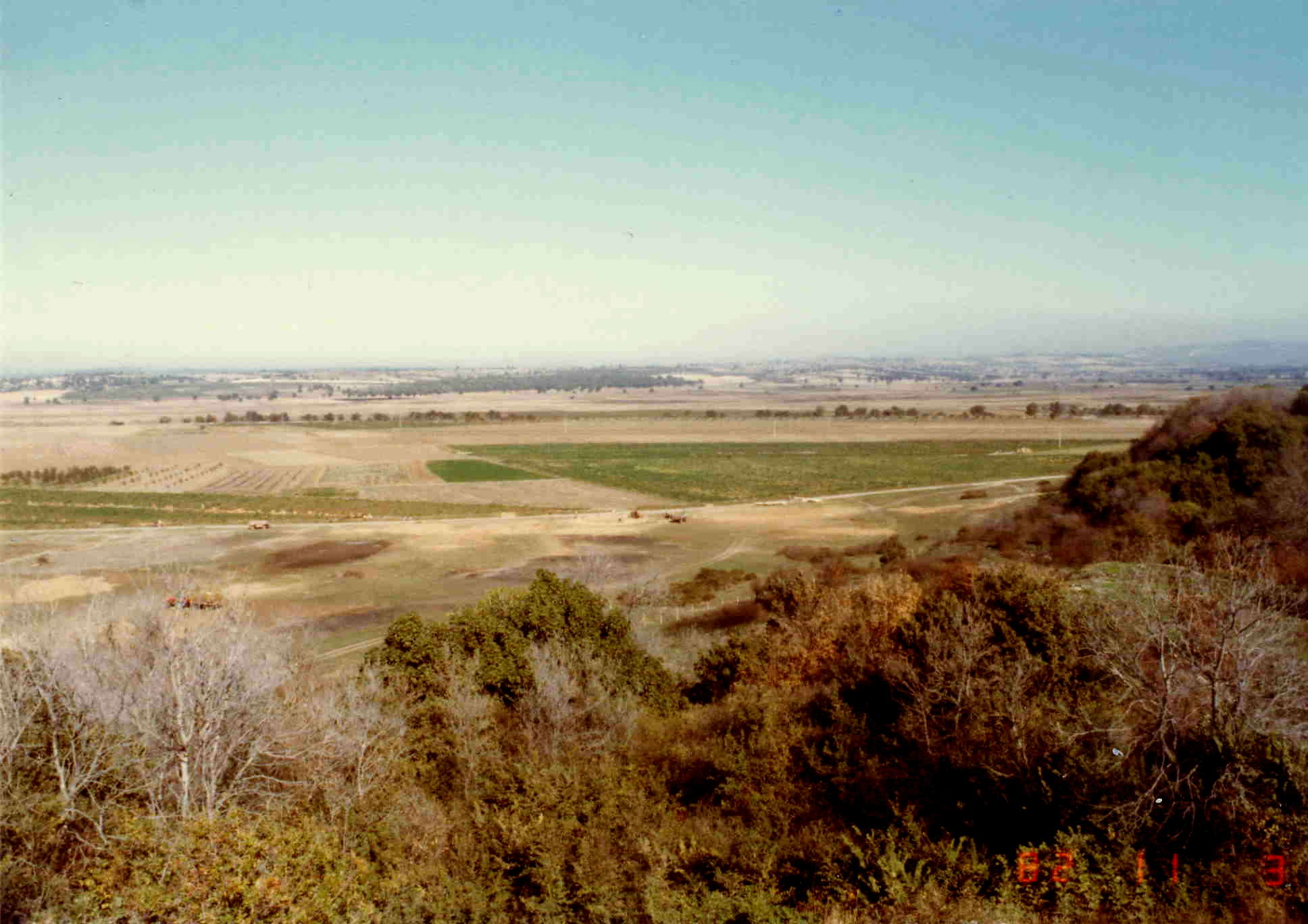
Равнина Троады. Вид с Гиссарлыка. По мнению Шлимана, на этом месте располагался лагерь Агамемнона. Фото октября 2007 года

Деятельный Шлиман не усидел в Афинах и, наняв небольшое судно, совершил в марте 1870 года плавание по Кикладам, посетив Делос, Парос, Наксос и Тиру, интересовавшие его с археологической точки зрения. Поскольку София была ещё не вполне здорова, а турецкие власти тянули с разрешением на раскопки, Генрих отправился в Троаду один. 1 апреля, не дождавшись разрешения, он на собственный страх и риск нанял дюжину рабочих из окрестных селений и начал раскопки, которые, по выражению Ф. Ванденберга, замышлялись «как своего рода акция протеста». Ему активно помогал Ф. Калверт, и 9 апреля на северо-восточном откосе холма Гиссарлык Шлиман обнаружил остатки каменной стены в 2 м толщиной, но без разрешения дальше работать было бессмысленно, хозяева земли заставили Шлимана засыпать траншеи, что и было сделано к 22 апреля. Разведка позволила Шлиману оценить объём и стоимость работ: Калверту он писал, что раскопки должны занять не менее 5 лет (при продолжительности полевого сезона не менее 3 месяцев). Если содержать одновременно 100 рабочих, бюджет археологической экспедиции оценивался в 100 000 франков. Шлиман также намеревался нанять в Риме или Помпеях специалиста по археологии, но в конечном итоге отказался от этой идеи. В дневнике он был гораздо более пессимистичен в финансовой оценке раскопок дворца Приама, в существовании которого не сомневался.
После начала франко-прусской войны Шлиман поспешно отбыл в Париж (через Цюрих), чтобы защитить свою собственность. София осталась в Афинах, Шлиман жаловался ей на одиночество, но вёл прежний образ жизни, активно занимаясь верховой ездой и выезжая в Булонь на морские купания. Будущие раскопки тревожили его сильнее военных угроз: в день Седанского сражения (2 сентября) он написал министру образования Османской империи Сафвед-паше. В послании Шлиман извинялся за поднятую в прессе шумиху (она ухудшила отношения в том числе и с Калвертом). В начале сентября Шлиман отбыл в Великобританию, с 29 сентября по 28 октября вместе с Софией жил в Аркашоне. В письмах к сыну Сергею он глухо упоминал, что беспокоится о судьбе парижской недвижимости, «которая может быть взорвана или сожжена новыми вандалами». 21 ноября Шлиманы вернулись в Афины, а Генрих принял решение строить в Греции семейный дом, поскольку его влекли раскопки, а София жить в Париже отказывалась.
Поздней осенью София забеременела, Шлиман пригласил для наблюдения за ней профессора Афинского университета Веницелоса — он получил гинекологическое образование в Берлине. Поскольку разрешение на раскопки так и не было дано, в декабре Шлиман отправился в Стамбул. Для переговоров он привлёк посла США Маквига, а также полагался на собственное знание турецкого языка, причём Шлиман сам оценил свой словарный запас в 6000 слов. В течение трёх недель Шлиман обошёл множество ведомств Османской империи, его принимали дружелюбно, но дело не двигалось. 62 страницы его дневника за 1870 год написаны на староосманском языке, усовершенствовал он и персидский. Неутешительные известия приходили и от Калверта — Шлиман поручил ему купить для себя западную половину Гиссарлыка, но и это дело затягивалось.
18 января 1871 года Париж капитулировал перед прусскими войсками. Несмотря на нежелание Софии, Шлиман вновь отправился в Париж. После бюрократических проблем в Стамбуле американский гражданин Шлиман не ждал ничего хорошего от оккупационных войск, поэтому занял у почтмейстера Шарля Клейна его мундир и пропуск и смог 22 февраля попасть в Париж, рискуя при этом быть принятым за шпиона. Своему петербургскому знакомому он писал, что, когда вошёл в свой парижский дом и увидел библиотеку в целости, расцеловал книги, как собственных детей. 26 марта Шлиман покинул Париж, убедившись, что жильцы на месте, а арендная плата будет безотлагательно поступать на его счёт. В Париже также удалось узнать, по каким причинам турецкая сторона не даёт разрешения на раскопки: за несколько лет до того на Гиссарлыке был найден клад из 1200 серебряных монет времён Антиоха, поэтому на Шлимана и Калверта смотрели как на кладокопателей. Калверту он писал:

Я даже был готов к тому, чтобы заплатить этому министру двойную цену всех найденных мною сокровищ, поскольку мною движет лишь одно желание — решить проблему местонахождения Трои. Я готов потратить на это все оставшиеся мне годы и любую, пусть даже самую крупную, денежную сумму, но земля эта должна быть моей, и пока этого не будет, я не начну раскопок, поскольку если я буду работать на земле, принадлежащей правительству, то я обречён на вечную битву с ним и всякого рода неприятности…
По возвращении в Афины Шлиман, пользуясь падением цен на недвижимость, купил более 10 участков земли, потратив на это 68 000 драхм. На одном из этих участков (на Университетской улице, близ королевской библиотеки) Шлиман решил построить собственный дом. 7 мая у Софии родилась дочь, которой отец дал имя Андромаха — в честь супруги Гектора.

### Троянские находки

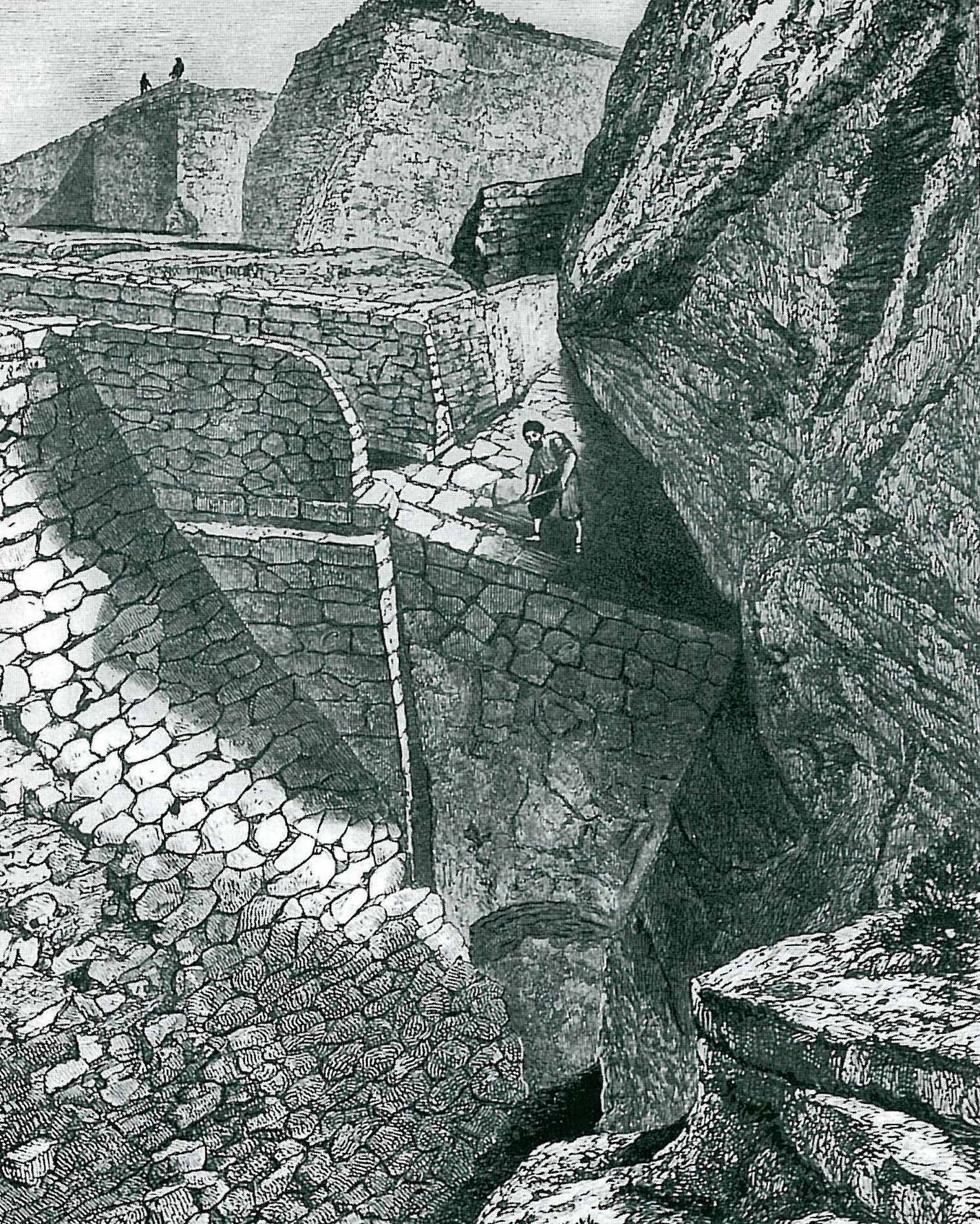
Вид троянских раскопок Шлимана. Гравюра XIX века

Сразу после рождения дочери Шлиман отбыл в Берлин — встретиться с археологом Э. Курциусом. Встреча прошла крайне неудачно — профессор Курциус отрицал, что Троя локализована на Гиссарлыке, и в дальнейшем никогда с этим не соглашался. Он также был первым, кто обвинил Шлимана в дилетантизме. Из Берлина Шлиман заехал в Стамбул, где всё ещё не были готовы документы; он был недоволен тем, что София по состоянию здоровья не могла сопровождать его. Посетив Париж, где взыскал с жильцов своих домов просроченную из-за войны плату за 12 месяцев, Шлиман познакомился с директором Французского археологического института Эмилем Бюрнуфом. В архиве сохранилось 103 письма Бюрнуфа Шлиману. Далее Шлиман отправился в Лондон — изучать коллекции Британского музея. В Лондоне он получил разрешение турецких властей на раскопки, о чём сообщал сыну Сергею в письме 17 августа. В Лондоне же Шлиман заказал у Шрёдеров шанцевый инструмент и тачки, необходимые для раскопок. В отсутствие Шлимана на Гиссарлык приехал Курциус, но заявил Калверту, что он и Шлиман отстаивают свою версию месторасположения Трои, поскольку владеют этой землёй, а в Гиссарлыке скрыт Новый Илион, но не гомеровская Троя.
Шлиман тем временем вернулся в Афины с нянькой для дочери — Анной Рутеник, дочерью адвоката из Нойштрелица, которую переименовал в Навсикаю (в дальнейшем всем слугам без исключения Генрих давал гомеровские имена, «потому что мы живём в античном мире»). Анна должна была также обучить Софию немецкому языку. Прибыв 27 сентября на Гиссарлык, Генрих обнаружил, что губернатор Дарданелл Ахмед-паша препятствует работам, поскольку было неясно, распространяется ли действие фирмана на весь Гиссарлык или только на участки Шлимана и Калверта. Шлиман обратился к новому послу США Брауну, а сам занялся наймом рабочих. В окрестных деревнях он нанял по 8 греков и турок (чтобы работа не останавливалась по праздникам), которым платил 10 пиастров в день (1 франк 80 сантимов). Со временем рабочих стало около 100, и чтобы не путаться, Шлиман принципиально переименовывал греков в персонажей Гомера, а туркам давал клички.
11 октября, получив новое разрешение, Шлиман заложил глубокий ров, который пересекал весь холм с северо-запада на юг и показывал его внутреннее строение, и сразу столкнулся с проблемой интерпретации находок. Бюрнуф посоветовал ему тщательно указывать, с какой глубины происходит тот или иной предмет, с мая 1872 года эти показатели появятся во всех отчётах и рисунках с места раскопок. Все, даже самые незначительные, находки описывались в греческих и немецких газетах, иногда материалы печатались и в русской прессе — цензура не проявляла интереса к материалам Шлимана. Находки обескураживали — на глубине 4 м, сразу под слоями греко-римского времени, обнаружились следы человечества каменного века. К концу ноября Шлиман добрался до огромных каменных блоков, подобных тем, что видел когда-то в Микенах. Однако проливные дожди превращали раскоп в болото, и 22 ноября 1871 года Шлиман закрыл первый раскопочный сезон.
Второй сезон, начавшийся 1 апреля 1872 года, Шлиман встретил более подготовленным. В раскопках были заняты 100 рабочих; Джон Латэм, директор строящейся железной дороги Пирей — Афины, предоставил Шлиману двух инженеров-греков Макриса и Деметриоса, археолог платил каждому 150 франков в месяц. Обязанности кассира, счетовода, личного слуги и повара исполнял зарекомендовавший себя в прошлом году грек Николаос Зафирос из турецкой деревушки Ренкои. Шлиман платил ему 30 пиастров (6 франков) в день, то есть больше, чем техническим специалистам из столицы. Расходы оказались настолько велики, что Шлиман откровенно заявил, что должен в этом же году решить троянский вопрос. Размах работ был грандиозен, выписанный на месяц из Афин инженер Лоран проложил через весь холм траншею длиной в 70 и глубиной в 14 м (ширина могла варьироваться), предстояло вынуть 78 545 кубометров грунта. Впрочем, сезон начался с нашествия ядовитых змей, которых, к удивлению Шлимана, совершенно не боялись рабочие: они верили в силу какой-то «змеиной травы». Генрих совершенно серьёзно писал в дневнике, что хотел бы узнать, помогает ли такая трава от укуса кобры, тогда можно было бы сделать хороший бизнес в Индии. За первый месяц углубились в грунт на 15 м, вынули 8500 кубометров породы, но до материка так и не добрались. Шлиман сетовал, что было потеряно 7 дней из-за праздников, простоев и непогоды. Причиной простоя стал запрет Шлимана на курение во время работы. Забастовка привела к тому, что археолог-бизнесмен полностью обновил состав рабочих и увеличил рабочий день — смена отныне начиналась в 05:00 и заканчивалась в 18:00. Глубина раскопа стала критической, всё чаще происходили обвалы, тогда-то к Шлиману обратился Георгиос Фотидас, который 7 лет проработал на шахтах Австралии, но, не вынеся ностальгии, вернулся на родину и искал работу. Шлиман сделал его инженером по безопасности; кроме того, он был каллиграфом и переписывал набело чертежи и рабочие планы раскопок.

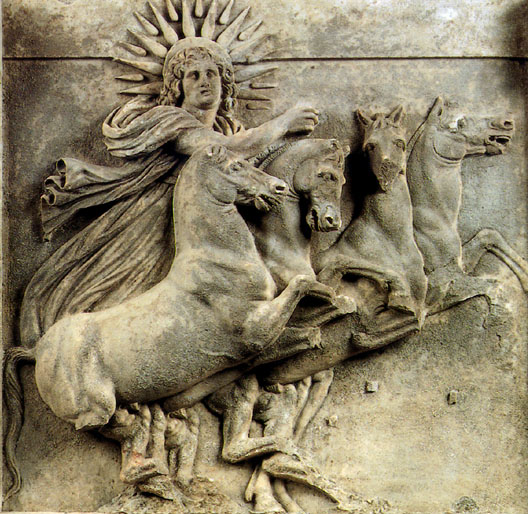
Метопа с изображением Гелиоса, видимо, из храма Афины в Новом Илионе (карийский мрамор, 2 м × 86 см). Обнаружена Шлиманом 13 июня 1872 года, ныне хранится в Пергамском музее Берлина

Несмотря на все усилия, следов гомеровской Трои не обнаруживалось. Шлимана мало интересовали культурные слои римского и эллинистического времени, поэтому развалины наверху он просто сносил, оставляя лишь наиболее эффектные находки, например, метопу с изображением Гелиоса. Попадались также серебряные заколки для волос, множество разбитых погребальных урн, амфоры, медные гвозди, ножи; тяжёлое копьё и мелкие украшения из слоновой кости. К началу мая Шлиман ввёл для рабочих режим соревнования — были образованы две команды, под началом Генриха и Г. Фотидаса, которые пробивались через холм навстречу друг другу. 12 мая обвалилась одна из стен, сложенных глыбами ракушечника, однако поток гальки, предшествующий обвалу, спас жизнь шестерым рабочим. Обвал обнажил захоронение огромных пифосов высотой в 2 м и диаметром в метр. Семь уцелевших сосудов Шлиман отправил в Стамбул в Оттоманский музей, а три оставил на месте раскопок. Тем не менее, Генрих беспокоился: стоимость раскопок возросла до 400 франков в день — за счёт премий рабочим, но всё ещё не было ни одной надписи или иного свидетельства происхождения найденных руин. Зато найденные сосуды в изобилии были украшены свастиками.
В июле начались пыльные бури, а температура постоянно держалась на 30-градусной отметке. Чтобы отвлечь землекопов от полевых работ, Шлиман увеличил им жалованье на треть и довёл команду до 150 человек. Жара и пыль провоцировали приступы лихорадки и поголовный конъюнктивит. К августу малярией была поражена уже вся экспедиция, а самочувствие самого Шлимана было таково, что он не осмеливался выходить на воздух в светлое время суток. Однако именно в самое тяжёлое время года рабочие под началом Фотидаса наткнулись на циклопическую кладку без применения раствора, которая как будто бы являлась фундаментом башни. Наконец, в середине августа работы пришлось остановить, поскольку Шлиману не помогали уже никакие дозы хинина.
София к тому времени должна была родить, но, к несчастью для Шлиманов, ребёнок родился мёртвым. Несмотря на это, Генрих пробыл в Афинах только с 20 августа по 11 сентября, а уже 15 сентября ездил в Трою с фотографом Э. Зибрехтом. Только 22 сентября Шлиман вернулся в Афины, где оставался до конца января 1873 года. Сторожем раскопок оставили Николаоса, ему же предстояло за зиму построить для Шлимана каменный дом (из материалов исторических построек) — на будущий год ожидалось участие в полевом сезоне и Софии.

### «Клад Приама»

Общий план археологических находок на холме Гиссарлык

Как писал Шлиман сыну Сергею, сезон 1873 года начался 14 февраля, несмотря на сильное нездоровье археолога. Зима была суровой, в доме, где он ночевал, температура не превышала 5 °C. София прибыла на раскопки только к середине апреля и уехала в Афины 7 мая — скончался её отец Георгиос Энгастроменос. Шлиман не остановил поиски — в течение апреля он убедил себя, что обнаруженная им башня и остатки древней дороги являются Скейскими воротами и дворцом Приама, описанными в «Илиаде». В очерке, вышедшем 24 мая в аугсбургской газете «Альгемайне Цайтунг», он категорически заявил, что выполнил свою задачу и доказал историческое существование гомеровской Трои.
После отъезда Софии Шлиман заявил, что закончит раскопки 15 июня. Оставшись один, Генрих старался вести здоровый образ жизни: вставал с рассветом, разжигал очаг, после чего верхом ехал за 5 км купаться в море в любую погоду. После завтрака он шёл на раскоп и оставался там до глубокой ночи — приходящая корреспонденция обрабатывалась и ответы на неё писались по ходу дела. По мере роста опыта Шлиман признавал, что за два прошедших года сделал ряд серьёзных ошибок: в дневниковой записи от 17 июня 1873 года он сообщал, что идея, что гомеровская Троя стояла на материковой плите, была ошибочной, и во время предыдущих раскопок он сам в значительной степени разрушил её. Главная находка, однако, ещё предстояла.
События, происходившие между 31 мая — 17 июня 1873 года, описывались самим Шлиманом не менее 6 раз, в том числе в книгах «Троянские древности» и «Автобиография», и все описания противоречат друг другу. Сама по себе дата обнаружения «Клада Приама» дискуссионна: первые записи в дневнике Шлимана помечены 31 мая, но непонятно, каким календарём он тогда пользовался — григорианским или юлианским. В монографии о Трое находка датирована 17 июня, когда раскопки закончились. Кроме того, в «Автобиографии» сказано, что София безотлучно находилась при нём и тайно вывезла находки в Грецию.

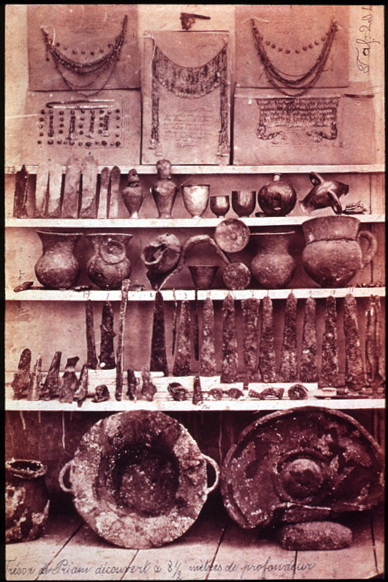
Фотография «Клада Приама» в целостном виде, сделанная в 1873 году. Вверху восстановленные серьги и диадемы; внизу большие сосуды с украшениями

Самое первое сообщение о находке выглядело так:

За домом [Приама] я обнажил лежавшую на глубине восьми-десяти метров троянскую кольцевую стену, идущую от Скейских ворот, и наткнулся на большой медный предмет весьма необычной формы, который привлек моё внимание тем, что своим блеском весьма походил на золото. Этот медный предмет оказался в твёрдом как камень слое красной золы и кальцинированных отложений толщиной от 1,5 до 1,75 метра, на котором располагалась упомянутая мною стена толщиной 1 метр 80 сантиметров и высотой 6 метров. Она состояла из крупных камней и земли и, вероятно, была построена вскоре после разрушения Трои. Чтобы не разжигать страсти моих рабочих и спасти находки для науки, нужно было поторопиться, и, хотя ещё было далеко до завтрака, я сразу же решил объявить «paidos» (перерыв), а пока мои рабочие закусывали и отдыхали, сумел вырезать сокровище при помощи большого ножа, что потребовало многих сил и представляло угрозу для жизни, поскольку большая стена, которую мне предстояло раскопать, в любой момент могла рухнуть на меня. Но вид стольких ценнейших для науки предметов вселил в меня безрассудную храбрость, и я уже не мог думать ни о какой опасности.
Оттащить с этого места найденное сокровище я бы не смог, если бы не помощь моей дорогой жены, которая завернула вырезанные из земли предметы в свою шаль и смогла унести.
Клад включал 8833 предмета, из которых объёмными были всего 83. Остальные представляли собой маленькие металлические листочки, звёздочки, кольца и пуговицы из золота, фрагменты ожерелий и диадем. Исследователь распорядился зарисовать каждый из предметов отдельно и присвоил каждому инвентарный номер. Из всех находок наибольшую известность получили налобные украшения и диадемы, в которых была сфотографирована София Шлиман; эти фотографии публиковались во всех крупнейших газетах мира.
Раскопки проводились в тайне от рабочих не только по причине опасений «золотой лихорадки»: по мнению Ф. Ванденберга, Шлиман уже тогда не хотел оставлять находок Османской империи и желал приобрести их в личную собственность. Позднее выяснилось, что двое рабочих ещё раньше обнаружили на раскопках золотые предметы, тайно вывезли их и переплавили. В декабре 1873 года об этом узнали турецкие власти, рабочие были арестованы, а современные украшения из древнего золота были отданы в музей Стамбула.
Критики Шлимана почти сразу выдвинули гипотезу, что эти находки археолога, которые он назвал «Кладом Приама», представляли собой множество разрозненных предметов, которые исследователь обнаруживал постепенно, в течение всего трёхлетнего периода раскопок, тайно собирал их, после чего устроил мировую сенсацию. Против этой догадки (которая вполне соответствует психологическому портрету Шлимана), по мнению Ф. Ванденберга, свидетельствует переписка исследователя с лейпцигскими издателями Брокгаузами. Из этой переписки следует, что Шлиман был сильно обескуражен находками, именно этим объясняется преждевременное объявление о кладе.
Ни Шлиман, ни кто-либо из его окружения ни разу не делали официальных заявлений, как находка из Троады попала в Афины. Между тем Шлиман наладил хорошие отношения с братом Ф. Калверта — Фредериком — и смог контрабандой переслать находки в Афины. К тому времени турецкие власти тоже что-то заподозрили и провели внеочередную инспекцию раскопок, но ничего обнаружить не смогли. В официальную версию обнаружения клада была включена и шлимановская жена, хотя сам он писал Ч. Ньютону — куратору греческого и римского отдела Британского музея — в письме от 27 декабря 1873 года:

По причине смерти отца миссис Шлиман покинула меня в начале мая. Сокровище было найдено в конце мая, но поскольку я пытаюсь сделать из неё археолога, то написал в своей книге, что она там была и помогала мне в извлечении сокровища. Я поступил так лишь затем, чтобы вдохновить её, ибо она очень способна…

### После «Клада Приама»

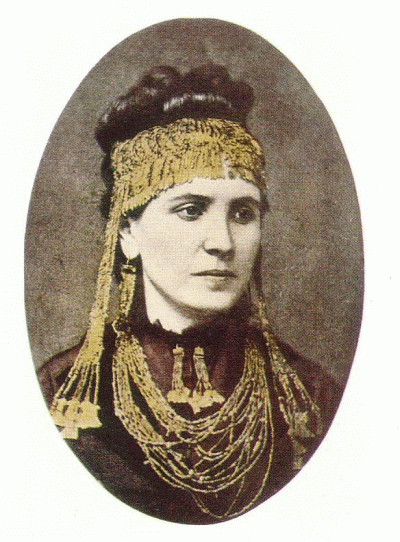
Фотография Софии Шлиман в украшениях из «Клада Приама». Около 1874 года, чёрно-белый оригинал раскрашен

Сенсационная находка Шлимана имела два измерения: материальное и политическое. Стоимость клада была оценена в 1 миллион франков, из которых по фирману правительству Османской империи принадлежала половина. Сам Шлиман оценил свои расходы за трёхлетний период раскопок в 500 000 франков и как коммерсант ожидал не только компенсации расходов, но и прибыли. В свою очередь, греческое государство, завоевавшее независимость менее чем за полвека до находки Шлимана, большое значение придавало воспитанию у своих граждан чувства национальной гордости, поэтому в греческой прессе раскопки Трои подавались «как возвращение грекам кусочка их живой истории». Греческое правительство предлагало взять на себя экспозицию находок, но денег, способных заинтересовать Шлимана, у него не было. Археолог предложил создать в Афинах музей собственного имени, взамен предоставляя ему право раскопок в Микенах.
В январе 1874 года в парижском журнале «Revue des deux mondes» вышла 33-страничная статья Э. Бюрнуфа «Троя по последним раскопкам в Троаде», перепечатанная многими изданиями, в том числе газетой «Московские новости» (в № 55 за 1874 год). На Новый год в Лейпциге Брокгаузы выпустили монографию «Троянские древности» самого Шлимана, снабжённую археологическим атласом; третья книга Шлимана вновь была выпущена за его счёт. Публикации вызвали шквал критики, например, немецкий археолог А. Конце (1831—1914) откровенно писал, что купцу Шлиману лучше всего было бы «отдать деньги более способным людям, настоящим учёным, чтобы они могли путём раскопок обогатить науку». Практически все критики возмущались безапелляционностью Шлимана, который прямо отождествлял свои находки с реалиями гомеровского эпоса.
Несмотря на процессы, начатые против Шлимана в Стамбуле, и отрицательное отношение к нему со стороны греческого правительства, он планировал совершить поездку в Париж и далее в США летом 1874 года. Судя по документам афинского архива, поездки не состоялись, до 1875 года он не покидал пределов Греции. Шлиман в ответ на требование Османской империи вернуть сокровища предложил возобновить раскопки в составе 150 работников с условием, что все новонайденные находки поступят в Стамбул, но «Клад Приама» останется у него. Обидевшись на позицию греческого правительства, Шлиман стал планировать передать свои находки какому-либо европейскому музею. Отношение к Шлиману в Афинах не улучшалось ещё и потому, что он решил за собственный счёт снести средневековую Венецианскую башню на Акрополе, потому что она заслоняла вид на Парфенон из окон шлимановского дома. Только личное вмешательство короля Георга помешало это сделать. Летом 1874 года Шлиман совершил туристическую поездку по центральной Греции.
В феврале 1875 года Шлиман предложил турецкому правительству 20 000 франков компенсации за причитавшуюся ему долю «Клада Приама» и ещё 30 000 франков на жалованье 150 рабочим на новый раскопочный сезон. В итоге процесс он проиграл, но был приговорён всего к 10 000 франков штрафа, однако ранее предложенные 50 000 выплатил добровольно, оставшись единоличным обладателем коллекции предметов ранее неизвестной цивилизации. После этого 25 апреля 1875 года он выехал в Париж и Лондон, прочитав 24 июня доклад в Лондонском обществе древностей. Приглашением в столицу Британии Шлиман был обязан Уильяму Гладстону и Максу Мюллеру, которые даже предложили устроить выставку троянских сокровищ. София сопровождала его, но чувствовала себя плохо, поэтому Шлиман трижды посетил с ней курортный Брайтон и в конце концов оставил жену в Париже, а сам продолжил европейское турне — в Гаагу, Гамбург, Стокгольм и Росток. С 13 октября по 4 ноября Шлиман пытался проводить раскопки на Сицилии и на Капри, но ничего интересного для себя не обнаружил. Во время визита в Берлин Шлиман сдружился с Рудольфом Вирховым, который стал основным «агентом» Шлимана в академической среде Германии и главным немецким корреспондентом.

### Микены

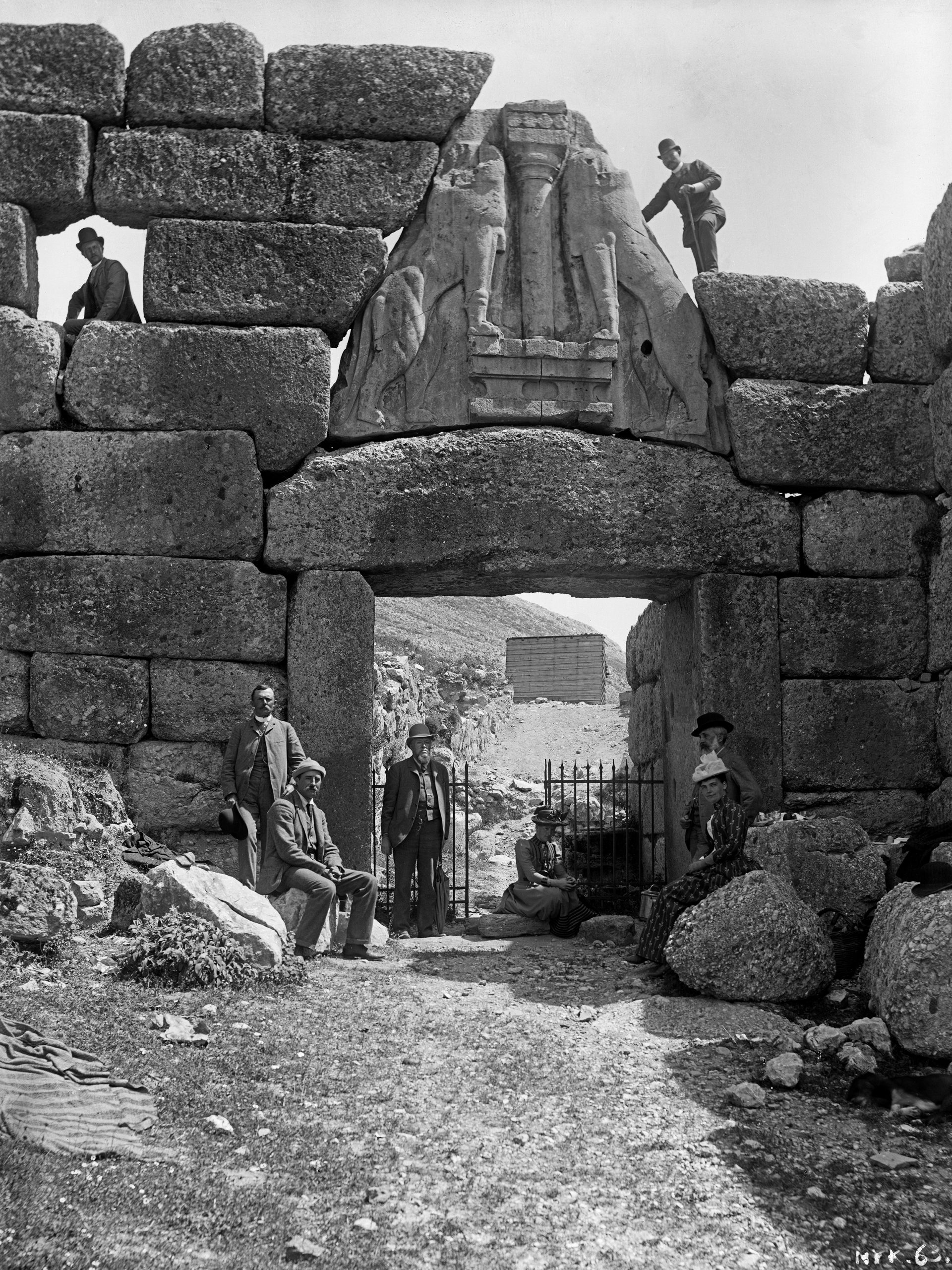
«Львиные ворота» в Микенах. Вильгельм Дёрпфельд выглядывает из отверстия наверху слева, Шлиман — в очках и с тростью — наверху у изображения львов. Фото 1884 или 1885 года

В начале 1876 года Шлиман намеревался вернуться к троянским раскопкам, причём пытался действовать всеми доступными способами, даже обратился за содействием к послу России в Стамбуле графу Игнатьеву. Тем не менее, в мае генерал-губернатор Дарданелл Ибрагим-паша запретил проведение раскопок, несмотря на наличие правительственного разрешения. С 9 по 27 июня Шлиман провёл в Стамбуле, пытаясь достигнуть соглашения, но неудачно. Тогда 31 июля Шлиман с женой и тремя учёными из Афинского университета (Касторкесом, Финтиклесом и Пападакисом) перенёс свою деятельность в Арголиду. Не найдя интересных для себя объектов в Тиринфе, 7 августа 1876 года Шлиман начал раскопки в Микенах, которые продлились до 4 декабря того же года. Работа осложнялась конфликтом с греческим Археологическим обществом, которое приставило к Шлиману чиновника (эфора) — Панагиотиса Стаматакиса, вдобавок, Шлиман постоянно нарушал условия договора с греческим министерством культуры. Посторонних немало шокировали откровенно враждебные отношения Стаматакиса и Шлимана.
В сентябре стало ясно, что в Микенах обнаружена цивилизация II тысячелетия до н. э., находки были гораздо эффектнее троянских и соотносились с описаниями Павсания. Шлиман никак не мог найти гробницы Агамемнона, которая была его целью, хотя среди находок встречались разрозненные золотые украшения. 9 октября Шлиман вынужден был прервать работы: турецкое правительство призывало его в Троаду служить гидом по собственным раскопкам для императора Бразилии Педру II, которого сопровождал посол Франции в Бразилии граф Гобино и художник Карл Хеннинг. Между Шлиманом и Гобино сразу же возникла антипатия, причём создатель расовой теории объявил археолога «лжецом» и даже «безумцем». Зато бразильский император живо интересовался раскопками, и Шлиману удалось убедить его, что именно Гиссарлык является гомеровской Троей. Далее император захотел увидеть и раскопки в Микенах, причём из-за дождя его принимали в одной из купольных гробниц («сокровищнице Клитемнестры») и даже сервировали там обед.
В конце ноября стало понятно, что до открытия царских гробниц осталось немного. Работы осложнялись конфликтом с министерством культуры, поэтому Шлиман спешил завершить раскопки до нового года, полагая, что на будущий год разрешение продлено не будет. Проливные дожди заливали раскопы, рабочие постоянно болели. София Шлиман тогда ездила в Афины и привезла в Микены вице-президента Археологического общества, в сопровождении которого началось вскрытие царских гробниц. Их было пять, как и было записано у Павсания. 28 ноября Шлиман отправил телеграмму королю:

С бесконечной радостью сообщаю вашему величеству, что нашёл могилы, которые предание, а вслед за ними и Павсаний, считает могилами Агамемнона, Кассандры, Евримедона и их спутников. Я нашёл в могилах огромные сокровища в виде архаичных предметов чистого золота. Одних этих сокровищ достаточно, чтобы заполнить большой музей, который станет самым чудесным на свете музеем и всегда будет привлекать в Грецию тысячи иностранцев. Так как я тружусь лишь из любви к науке, то, разумеется, ни в какой мере не притязаю на эти сокровища, а с ликованием в сердце приношу их все в дар Греции. Пусть они станут краеугольным камнем необъятного национального богатства.

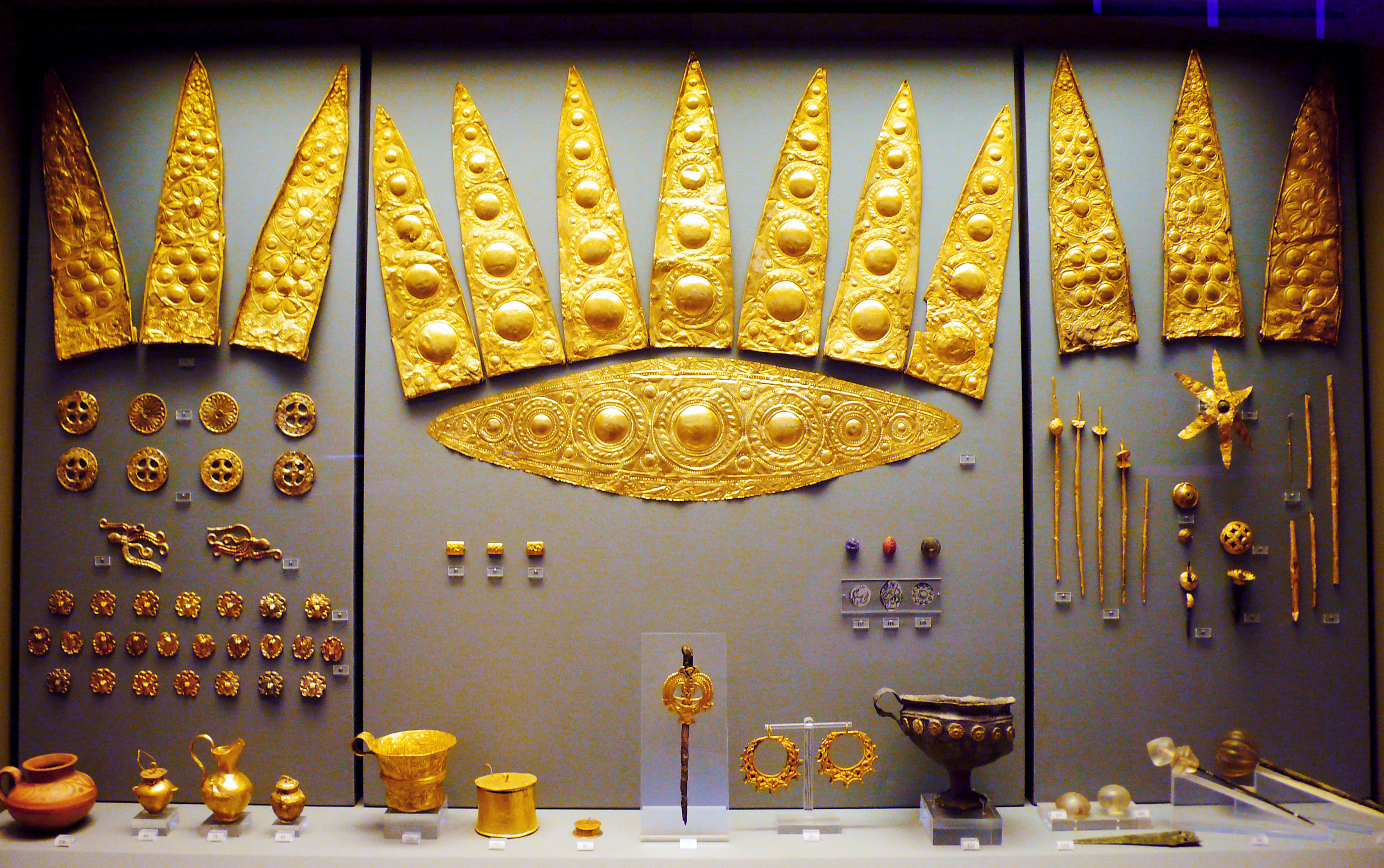
Часть золотых предметов из находок в Микенах. Национальный археологический музей (Афины)

Главные открытия, однако, были сделаны далее — между 29 ноября и 4 декабря. Работы осложнялись дождями, земля в гробницах превращалась в некое подобие замазки, иногда приходилось подолгу ждать, когда она высохнет. В царских захоронениях были найдены сильно повреждённые костяки, на лица которых были надеты золотые маски. Шлимана эта находка обескуражила — о масках ничего не говорилось у Гомера. После экспертизы скелетов (останки рассыпались в пыль на свежем воздухе, поэтому из Нафплиона был выписан художник Периклес, который зарисовывал все органические объекты) и регистрации находок Шлиман установил наличие останков двенадцати мужчин, трёх женщин и двоих детей. Предположительно, они были убиты и кремированы в одно время. Сокровищ было больше, чем в Трое: общий вес золотых находок составил около 13 кг. Первооткрыватель впоследствии выражал сожаление, что заранее подписал договор о передаче своих находок в национальное достояние. Археологи отправились домой в разное время: София отбыла в Афины 2 декабря, Шлиман — двумя днями позже, Стаматакис доставил находки в Национальный банк 9 декабря. Шлиман заявил об открытии доселе неизвестной цивилизации и полной историчности информации, изложенной в «Илиаде». Он превратил раскопки в рекламную кампанию и распространял информацию через газету «Таймс», в которой с 27 сентября 1876 года по 12 января 1877 года опубликовал 14 статей (включая 5 телеграфных заметок).
Как и в случае с раскопками на Гиссарлыке, находки Шлимана в Микенах оказались старше, чем тот утверждал, и не имели отношения к гомеровским событиям. По последним данным, найденная гробница датируется XVI веком до нашей эры.
С 22 марта по 22 июня 1877 года Шлиман пробыл в Лондоне, где готовил к изданию книгу о Микенах. Он также отбивался от многочисленных критических статей: так, Курциус заявил, что золото на масках слишком тонкое для столь древней эпохи, поэтому «Маска Агамемнона» является византийским изображением Христа не ранее X века. Лето Шлиман провёл в Италии, потом вернулся в Лондон, а в Афины вернулся 27 сентября. Из-за привычки плавать в море осенью и зимой в ноябре последовало обострение воспаления уха, и с 7 по 12 ноября Шлиман провёл в Вюрцбурге на консультации у врачей. С 20 ноября по 17 декабря он вновь жил в Лондоне. 7 декабря из печати вышли «Микены».

### «Илионский дворец»

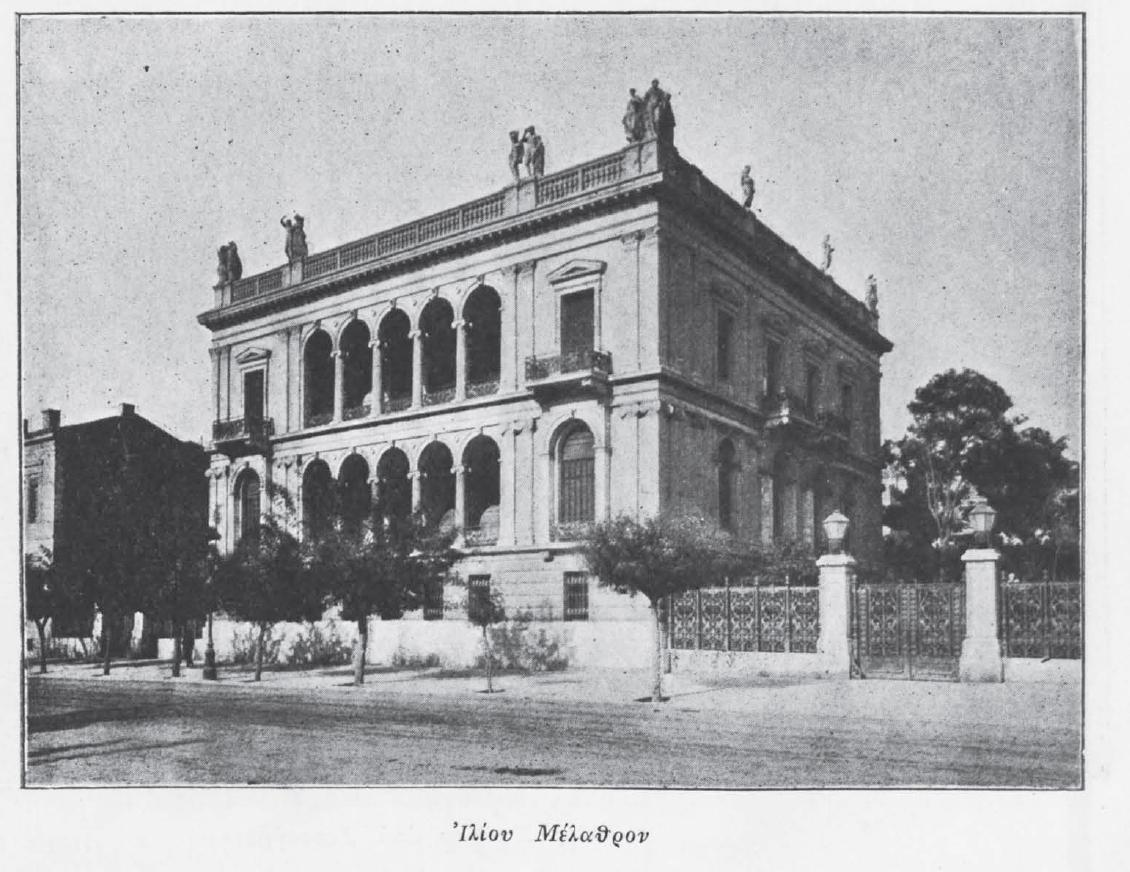
Дом Шлимана. Фото из путеводителя 1896 года

В 1878 году Шлиман приступил к постройке помпезного дома, пригодного для размещения находок и жизни растущей семьи (после четырёх неудачных беременностей София родила 16 марта 1878 года сына Агамемнона). Архитектором Шлиман пригласил своего приятеля Эрнста Циллера, строительство обошлось в 890 000 франков. Дом в самом центре Афин получил название «Илионского дворца», состоял из 25 помещений, включая 2 комнаты для музея, и был обставлен с большой роскошью в античном стиле, как его представлял хозяин. Нетерпеливый Шлиман согласился ждать три года, пока шло оформление дома (им занимался словенский художник Юрий Субик). Дом полностью отражал вкусы хозяина, например, мебель была подстроена под его пропорции, поэтому была неудобна для всех остальных, отсутствовала мягкая мебель, ковры и занавеси, которых, по мнению Генриха, не знала микенская эпоха. Гостей Шлиман принимал в своей библиотеке, а, кроме того, имел два рабочих кабинета — летний и зимний. В ванные подавалась только холодная вода.
Лето 1878 года Шлиман провёл в Париже, а с конца августа по начало октября — на Итаке, пытаясь отыскать там следы деятельности Одиссея, который, по его мнению, должен был жить в микенскую эпоху. Ничего не обнаружив (как и в 1868 году), Шлиман добился в Стамбуле разрешения вести раскопки в Трое и осуществил их с 9 октября по 27 ноября с помощью Вирхова. Удалось найти несколько малых кладов, включая терракотовую вазу, полную золотых украшений (21 октября). Шлиман тогда возобновил переписку с сыном Сергеем и просил его прислать «Телемахиду» Тредиаковского, по которой когда-то учил русский язык. Вероятно, он хотел пополнить домашнюю библиотеку книжной редкостью.

### Раскопки и поездки 1880-х годов

#### Троя и Орхомен. Передача коллекций в дар Германии

Разрез холма Гиссарлык. В основе схемы — стратиграфия В. Дёрпфельда

С 27 марта по 4 июня 1879 года Шлиман вновь проводил раскопки в Трое. По новому фирману, он обязывался сдавать турецкой стороне две трети всех находок. Вирхов по-прежнему сопровождал археолога, оказывая большую организационную помощь, в частности, предложив провести на месте раскопок большую научную конференцию с целью экспертизы выводов Шлимана. Он сменил методы — теперь раскопки проводились горизонтально, слой за слоем. В апреле к Шлиману и Вирхову впервые присоединился Э. Бюрнуф, который деятельно взялся за описание находок, особое внимание уделяя захоронениям. Общение с профессиональным антропологом и археологом заставило Шлимана несколько умерить категоричность, и он постепенно отходил от прямых отождествлений найденных объектов с описаниями Гомера. Вирхов, ознакомившись с методами раскопок Шлимана (зондажа путём закладки вертикальных шурфов и сплошных раскопок по всей высоте культурного слоя), признал их революционный характер и счёл их полностью оправданными для условий Гиссарлыка. Признавая, что приходится уничтожать культурный слой более позднего времени, он заявил:

…Осмотрев бо́льшую часть обломков, могу сказать следующее: я думаю, что, сохрани он их, они вряд ли бы заинтересовали специалистов по истории искусства или науки. Я признаю, что это своего рода святотатство. Разрез господина Шлимана прошёл как раз посреди храма, его части были отброшены по обе стороны и частично снова засыпаны, и будет трудно восстановить его. Но, вне всякого сомнения, если бы Шлиман убирал слой за слоем, то не был бы сейчас на том уровне, на котором находится (что и было его основной задачей) и где обнаружена основная часть находок…
Хотя Шлиману не удалось привлечь Вирхова к дальнейшим раскопкам, они стали близкими друзьями и обменивались подчас интимной информацией (в архиве сохранилось около 600 писем). Вирхов провёл врачебный осмотр Софии Шлиман и посоветовал ей отдохнуть в Бад-Киссингене, где Шлиманы провели лето 1879 года. Тогда же там находился Отто фон Бисмарк, который пригласил археолога на ужин, а Генрих подарил ему экземпляр «Микен». В августе — сентябре София с детьми пробыли в Болонье, где маленький Агамемнон серьёзно заболел, и Шлиман позднее писал жене Вирхова, что профессор спас его сына.
С 1879 года, благодаря постоянной переписке с Вирховым, Шлиман принял решение передать свои троянские коллекции в Берлин. Отчасти этому способствовало общение с Бисмарком. Переписка с правительством и директором берлинских музеев Шёне продолжалась долго, поскольку археолог хотел получить почётное гражданство Берлина (до него так были отмечены заслуги Гумбольдта) и орден «За заслуги». В конце года Шлиман получил разрешение правительства Греции и отправил в Берлин 15 ящиков с коллекцией, которая была помещена в доисторический отдел Этнографического собрания. За это Шлиман получил личную благодарность рейхсканцлера Бисмарка. 9 августа 1880 года в Берлине состоялось чествование учёных, на котором присутствовали Шлиман и шведский полярный исследователь Норденшёльд. В ноябре 1880 года он принял решение передать музею всё своё троянское собрание, но при этом потребовал, чтобы «залы, где будут выставлены коллекции, навечно носили его имя и это должно быть санкционировано кайзером». Он потратил большие средства на выкуп коллекций Калверта, в начале 1881 года в Берлин прибыло ещё 40 ящиков с древностями, которые были официально приняты в дар кайзером Вильгельмом I 24 января.
1880 год для Шлимана начался с критической статьи академика Л. Стефани, заявившего, что микенские и троянские находки на полторы тысячи лет моложе, чем определил Шлиман. Они были созданы в Персии или степях Южной России, а в Малую Азию и на Балканы занесены тевтонскими племенами не ранее III века нашей эры. В ноябре греческое правительство дало разрешение вести раскопки в Орхомене, и Шлиман отправился в деревню Скрипу, находящуюся на его месте; раскопки длились с 16 ноября по 8 декабря. Пользуясь описаниями Павсания, Шлиман обнаружил «сокровищницу» — купольную гробницу, аналогичную найденной в Микенах. Она полностью обрушилась, интересных находок тоже было мало. Было решено перенести раскопки на следующую весну, но в итоге работы возобновились только в 1886 году. Данные раскопки примечательны тем, что Шлиман впервые использовал женщин для тонких работ и расчистки малых предметов, женщины составили почти половину его работников.
В 1880 году сын Шлимана Сергей инициировал процесс принятия отца в члены Общества любителей естествознания, антропологии и этнографии при Московском университете. Археолог написал заявление на имя председателя Общества — Г. Е. Щуровского, и прислал двухтомную книгу «Илион». В июне 1881 года Шлиман сделался действительным членом с правом посещения заседаний, но воспользоваться им так и не смог. Кроме того, при личной встрече в Лондоне Шлиман передал сыну 180 археологических предметов для передачи сенатору А. А. Половцову. Шлиман в тот период серьёзно думал о возможности приехать в Россию, устроить выставку троянских древностей в Эрмитаже и, может быть, устроить раскопки в южных губерниях, с целью доказательства исторического существования легендарной Колхиды.
В Афинах Шлиман получил послание от Вильгельма Дёрпфельда, который просил разрешения наняться к нему на работу. В октябре 1881 года турецкое правительство возобновило фирман на троянские раскопки, которые начались 1 марта 1882 года. В команде Шлимана, кроме Дёрпфельда, работал венский архитектор Й. Хефлер, а также бессменный смотритель-подрядчик Николаос Зафирос. Шлиман сменил метод: теперь силами 160 рабочих были заложены 250 шурфов, с помощью которых археологи рассчитывали точно определить расположение культурных слоёв. В результате четырёх недель раскопок Шлиман вынужден был признать, что ошибся в оценке возраста культурных слоёв, и «Клад Приама» был по крайней мере тысячелетием старше Троянской войны. Дальнейшие работы были прерваны запретом турецких властей на обмеры и фотографирование находок. Тяжёлый приступ малярии привёл к отъезду Шлимана 22 июля 1882 года.

#### Поездки в Германию

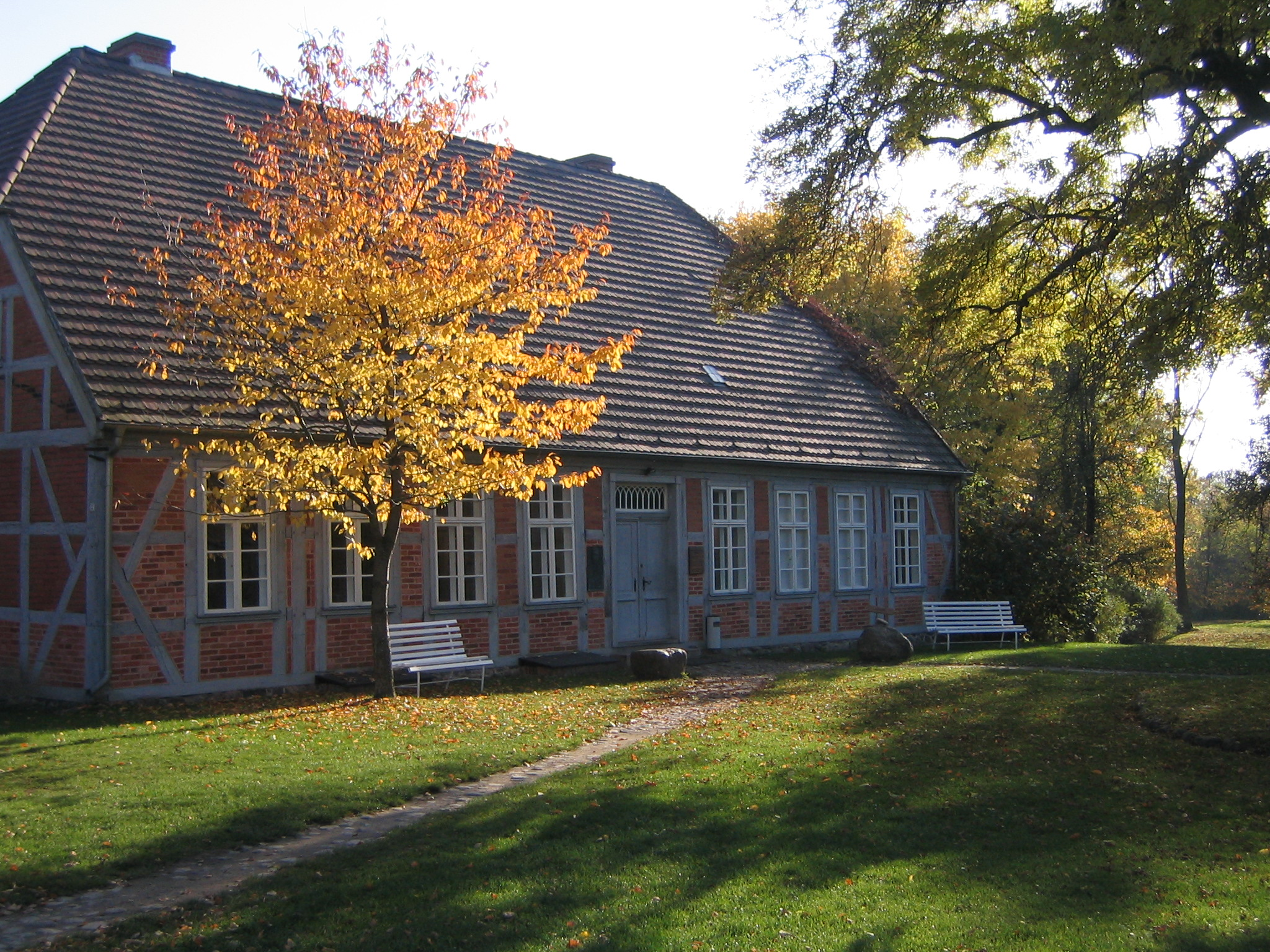
Дом пастора в Анкерсхагене. Фото октября 2006 года

Страдая от приступов малярии, Шлиман со всей семьёй отбыл в Австрию и Германию, с 9 августа по 5 сентября 1882 года проходя курс лечения в Мариенбаде, но прервал курс лечения для выступления во Франкфурте (13 — 18 августа), последствием стал сильный малярийный приступ. Он жаловался на усталость и полный упадок сил. На следующий год 61-летний Шлиман получил травму на верховой прогулке, когда одновременно упал с лошади, а лошадь упала на него. Травмы не помешали ему приехать в Англию, чтобы стать почётным членом оксфордского Куинс-колледжа; 13 июня 1883 года его сделали и почётным доктором Оксфордского университета.
15 июня 1883 года Шлиман с женой и двумя детьми отправился в Нойштрелиц, а на следующий день — на свою малую родину в Анкерсхагене, где семья прожила до 12 июля. Старый дом, в котором прошло раннее детство Шлимана, занимал его кузен — пастор Ганс Беккер. Несмотря на то, что Шлиман заплатил за пребывание в доме 3000 марок, Беккеры отнеслись к Шлиманам с недоверием. Судя по воспоминаниям дочери пастора — Августины Беккер, эксцентричность Шлимана превосходила всякие пределы. Например, он из принципа общался с детьми только на древнегреческом языке, которого они не понимали, а с местными жителями и родственниками говорил исключительно на нижненемецком. Глава семьи вставал в четыре часа утра, два часа ездил верхом, а потом купался в озере Борнзее. В то же время Шлиман был великодушен и щедр, охотно раздавал подарки и милостыню. Здесь он увиделся с 75-летним Карлом Андресом и даже встретился с 60-летней Минной Майнке (в замужестве — Рихерс), которую описал в «Автобиографии» как главную любовь в своей жизни. С 18 июля до 16 августа Шлиман лечился в Бад-Вильдунгене, а в сентябре побывал в Великобритании, готовя публикацию своей книги «Троя», в которой он корректировал свои более ранние выводы.

### Тиринф. Попытки раскопок на Крите

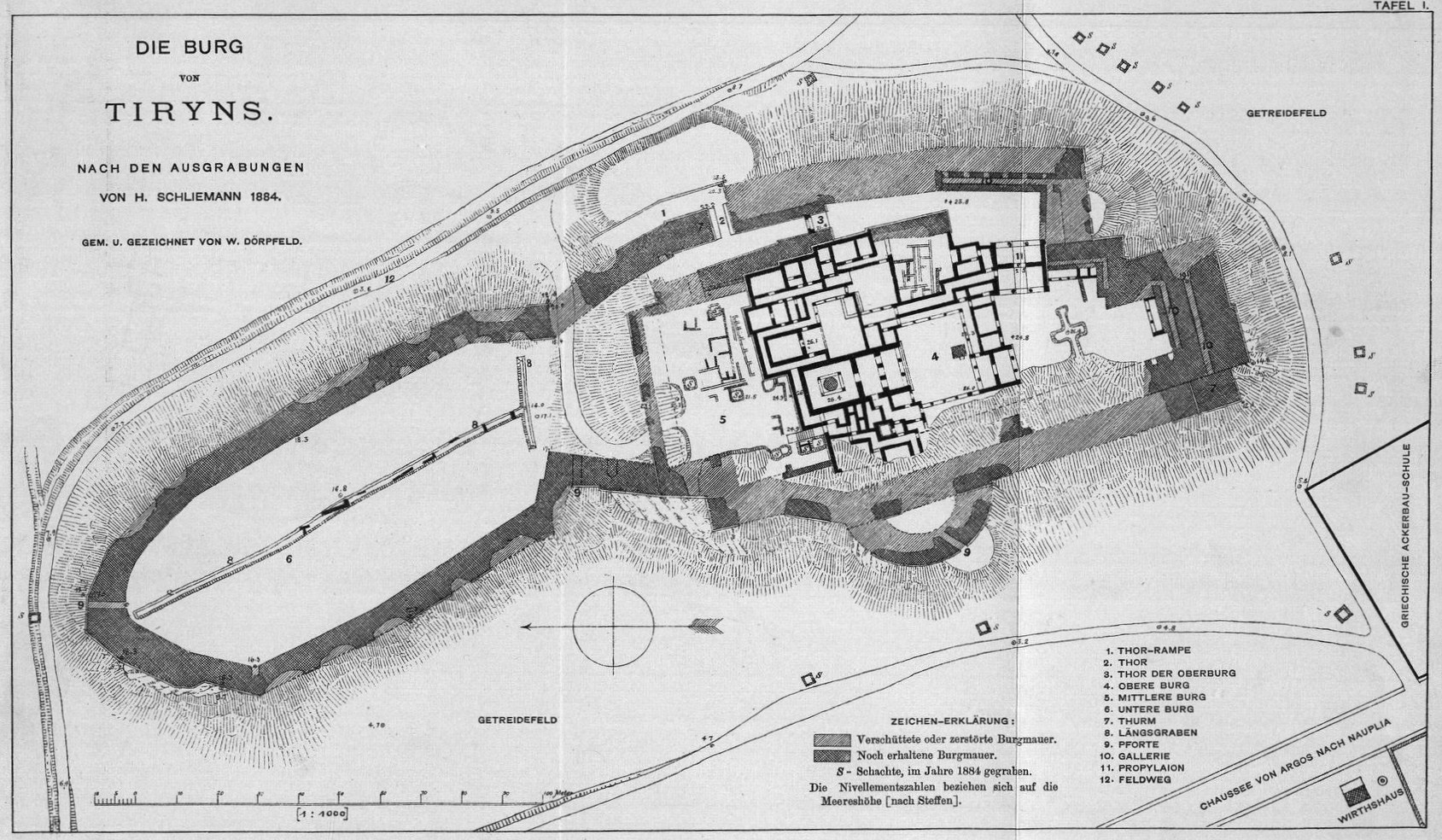
План крепости Тиринфа из книги Шлимана

Раскопки в Тиринфе велись Шлиманом и Дёрпфельдом совместно с 18 марта по 16 апреля 1884 года. Они наняли 60 рабочих из местных жителей, но не смогли жить в деревенском доме и поселились в «Гранд-отеле» Нафплиона, откуда до места раскопок было 4 километра. Несмотря на свои 62 года, Шлиман вставал ежедневно в 03:45, принимал для профилактики малярии 4 грана хинина и бежал в порт, где его вывозил на середину залива нанятый рыбак, и Шлиман плавал в открытом море по 5—10 минут в любую погоду. После этого Шлиман пил кофе и скакал верхом до Тиринфа, где они до начала работ завтракали с Дёрпфельдом.
Первой задачей археологов было снятие верхнего слоя грунта и раскопки средней террасы, где находились хозяйственные помещения. Разведка показала, что культурный слой здесь достигал 6 м в толщину. Шлиман использовал метод продольных и поперечных траншей, а также расчистил подходы к дворцу с восточной стороны. Как оказалось, царский дворец в Тиринфе был похож на описания в «Илиаде». Дёрпфельд писал своему старшему коллеге — Ф. Адлеру:

Все стены покрыты слоем известковой штукатурки толщиной в один-два сантиметра, которая местами ещё сохранилась. Некоторые её куски (отвалившиеся от стены) покрыты прекрасной росписью с использованием красной, голубой, жёлтой, белой и чёрной красок. Встречается изображение старинных орнаментов (например, почти точная копия потолка Орхомена с изображением спиралей и розеток). Важнее всего найденный фриз, очень похожий на микенский. Это великое счастье, что почти все стены сохранились до полуметровой высоты и в углах стоят большие четырёхгранные блоки… Теперь с уверенностью можно составить основной план

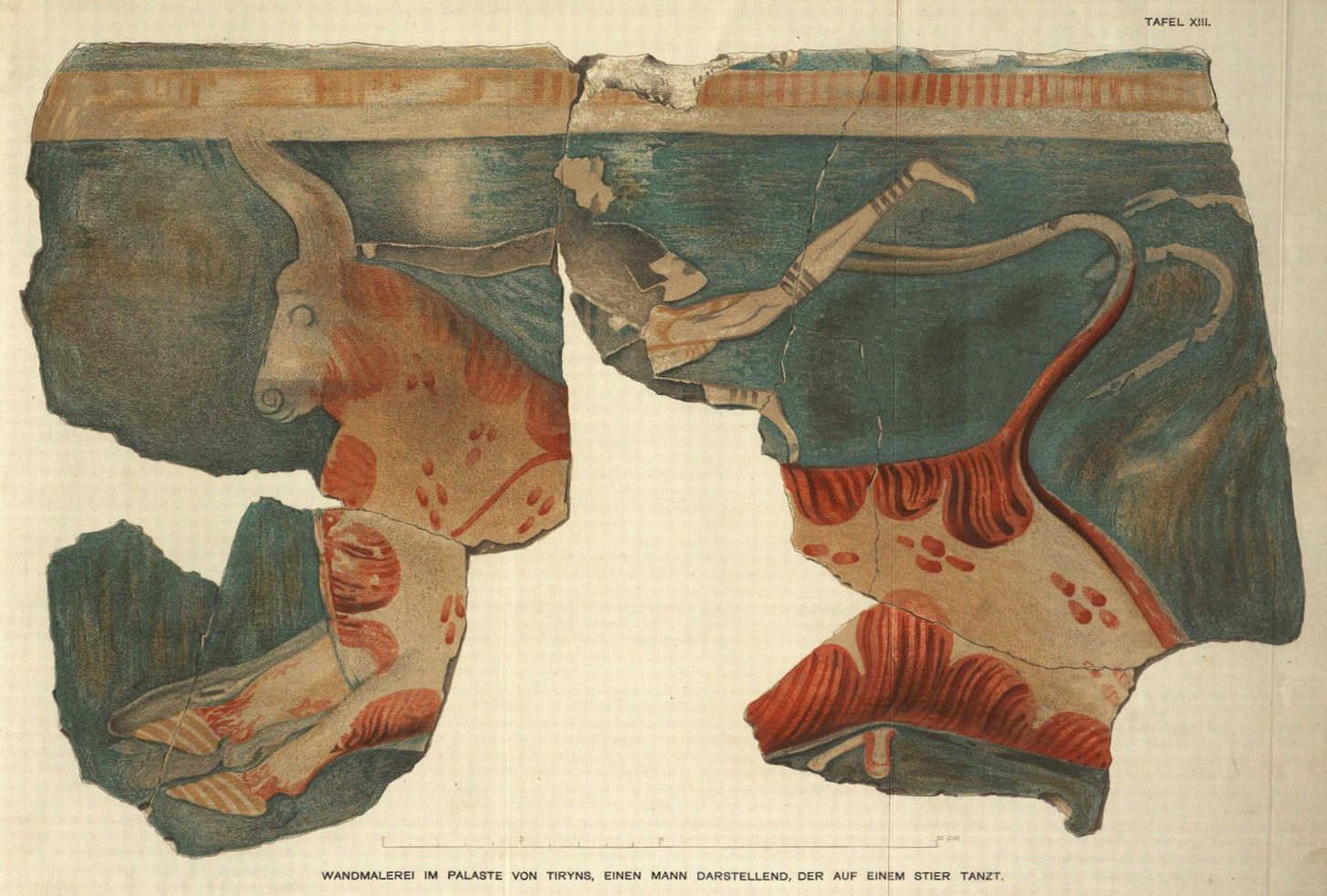
Образец настенной живописи из дворца в Тиринфе, сложенный из сохранившихся кусков штукатурки. Цветная иллюстрация из книги Шлимана

В апреле Шлиман покинул раскопки, поручив их Дёрпфельду. Он объяснял это усталостью, но, по мнению Ф. Ванденберга, потерял надежду найти в Тиринфе доказательства историчности Троянской войны — все найденные артефакты были старше. Дёрпфельд же был основным автором книги «Тиринф», выпущенной Шлиманом в 1886 году. Открытые памятники настенной живописи, обширные мегароны и другие объекты постепенно привели к признанию отдельной микенской цивилизации научным сообществом. В конце августа Шлиман съездил на неделю в Лондон по издательским делам и до 26 мая 1885 года оставался в Афинах. Отчасти это объяснялось кончиной тёщи — мадам Виктории, последовавшей в 33-й день рождения Софии. В марте 1885 года Лондонский королевский институт архитекторов наградил Шлимана золотой медалью, он совершил в июне визит в Англию для награждения. Во время этого визита он подвергся нападкам известного археолога Ф. Пенроуза и корреспондента лондонской «Таймс» Стиллмана. Пенроуз заявил, что все найденные в Тиринфе объекты — византийского происхождения, и вынес данный вопрос на заседание Общества по изучению Эллады. В результате Стиллман вообще не явился, а Пенроуз публично признал ошибку и принёс извинения.
Далее археолог проехал в Стамбул и выкупил у Оттоманского музея всю троянскую керамику из раскопок 1878—1879 и 1882 годов. Разбором и систематизацией этих материалов он занимался в Афинах с 25 октября по 2 декабря. Кроме того, в августе София с детьми провела некоторое время в Швейцарии, где Шлиман общался с доктором Коном — отцом его будущего биографа Эмиля Людвига.
Относительно дальнейших планов Шлимана его биограф Ф. Ванденберг писал:

Даже самый суровый критик Шлимана (а их было предостаточно) вынужден признать, что во всех этих разбросанных раскопках упрямого сумасброда существовала система: его троянские теории нашли своё продолжение в Микенах, а великая микенская культура эхом отозвалась в Тиринфе; единственное, чего не хватало, — это доказательства, что корни сказочной гомеровской эпохи находились на Крите.
Попытку организовать раскопки на Крите Дёрпфельд и Шлиман предприняли в мае 1886 года, когда отправились в Ираклион (Крит тогда ещё был турецким владением). Губернатор острова не возражал против ведения работ, и Шлиман начал переговоры с владельцем холма, очень похожего на Гиссарлык. Последний утверждал, что на холме растёт 2500 оливковых деревьев, а потому оценил ущерб в 100 000 франков золотом, что десятикратно превышало истинную цену. Шлиман обратился в Критское археологическое общество и Ираклионский музей, но их общий глава — доктор Йозифес Хацидакис — рекомендовал Шлиману уезжать, поскольку решение будет приниматься постепенно. Посетив Лондон с докладом о раскопках в Тиринфе, Шлиман заболел, а отдых в Остенде привёл к очередному воспалению уха.

#### Путешествия по Египту

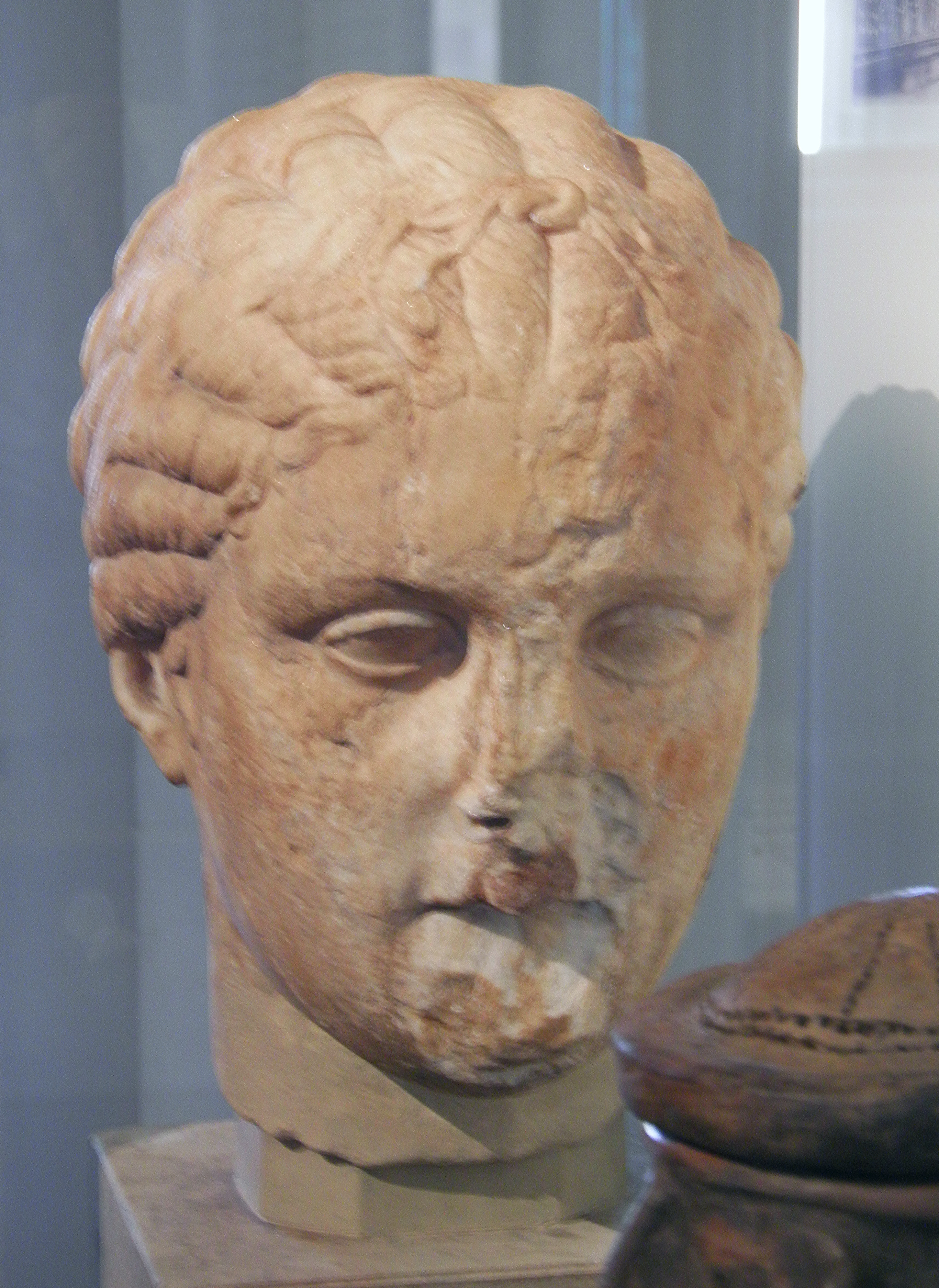
Голова Клеопатры из шлимановской коллекции. Берлин, Новый музей. Ныне считается римской копией IV века

Зиму 1886 года Шлиман рассчитывал провести в Египте, так как заболел воспалением лёгких и мучился болями в ушах. София отказалась ехать с детьми, и Шлиман прибыл в Александрию один. Его деятельная натура не переносила сидения в отеле, и потому Шлиман нанял парусную лодку с каютой, на которой с 8 декабря 1886 по 10 января 1887 года совершил плавание по Нилу от Асьюта до Абу-Симбела. Наём лодки с командой обошёлся ему в 9000 марок, что равнялось стоимости дома. Во время путешествия он закупил множество древнеегипетских предметов, включая 300 ваз для Музея Шлимана в Берлине. Вернувшись в Александрию, Шлиман загорелся идеей отыскать гробницу Александра Македонского и настойчиво приглашал к себе Вирхова. Он приехал в конце февраля, когда работы уже остановились. Шлиман начал раскопки в центре города у железнодорожного вокзала Рамле и нашёл фундамент христианской церкви. Далее власти перевели его на окраину, где когда-то были царские дворцы Птолемеев. Хотя записей не велось, Шлиман утверждал, что нашёл на дне 12-метрового шурфа скульптурный портрет Клеопатры, который контрабандой вывез из Египта. По некоторым данным, Шлиман не нашёл его, а купил на «чёрном рынке».
После возвращения в Афины оказалось, что бронхит вылечить не удалось. Неутешительными были и известия с Крита: доктору Хацидакису удалось сбить цену до 75 000 франков, и Шлиман склонялся к тому, чтобы переплатить (он продал акции кубинской железнодорожной компании и располагал свободными средствами). Однако оказалось, что холм Кносса большей частью уже продан, а доктор требовал передать все находки музею Ираклиона, и Шлиман отказался от сделки. На своё 67-летие (в 1889 году) он признался другу:

Я хочу завершить труд всей моей жизни большим делом — раскопками древнего доисторического дворца царей Кносса на Крите, который три года назад я, кажется, обнаружил.
Летом 1887 года семейство Шлиманов находилось на лечении в Швейцарии и Германии. После возвращения Шлиман выделил часть своих средств на возведение здания Германского археологического института в Афинах по проекту Э. Циллера. Директором института тогда был В. Дёрпфельд. Зимой 1888 года Шлиман вновь отправился в Египет в компании Вирхова, получив 30 января разрешение на поиски дворца Клеопатры в Александрии. Разрешение оказалось ненужным: Вирхов и Шлиман на 52 дня отправились в путешествие по Нилу. В Фаюме они навестили раскопки Флиндерса Питри, и в присутствии Шлимана была обнаружена женская мумия II века, голова которой покоилась на свитке, содержащем значительную часть второй книги «Илиады». В целом, путешествие оказалось драматичным, в Вади-Хальфе путешественники попали в плен к восставшим махдистам. Здесь Шлиман потряс Вирхова уровнем владения арабским языком, он помнил Коран наизусть и читал его местным жителям; благодаря умению писать по-арабски он был сочтён не то святым, не то чародеем; с европейцами хорошо обращались. 13 апреля в Вади-Хальфу прибыла британская канонерка, и все благополучно возвратились.
Пока Шлиман пребывал в Египте, София лечилась в Мариенбаде. Она оказалась на курорте одновременно с первой женой — Екатериной Петровной Лыжиной-Шлиман, они несколько раз встречались. Поскольку в тогдашних газетах печатали список прибывающих в город, там значились две госпожи Шлиман. На Генриха это произвело болезненное впечатление, и он даже телеграфировал Екатерине, что прекратит выплачивать ей содержание, если она будет продолжать именовать себя «госпожой Шлиман», находясь в одном месте с Софией. Впрочем, в дальнейшей переписке он осведомлялся, помогло ли лечение и как поживают их дети.

### Последние годы жизни. Кончина

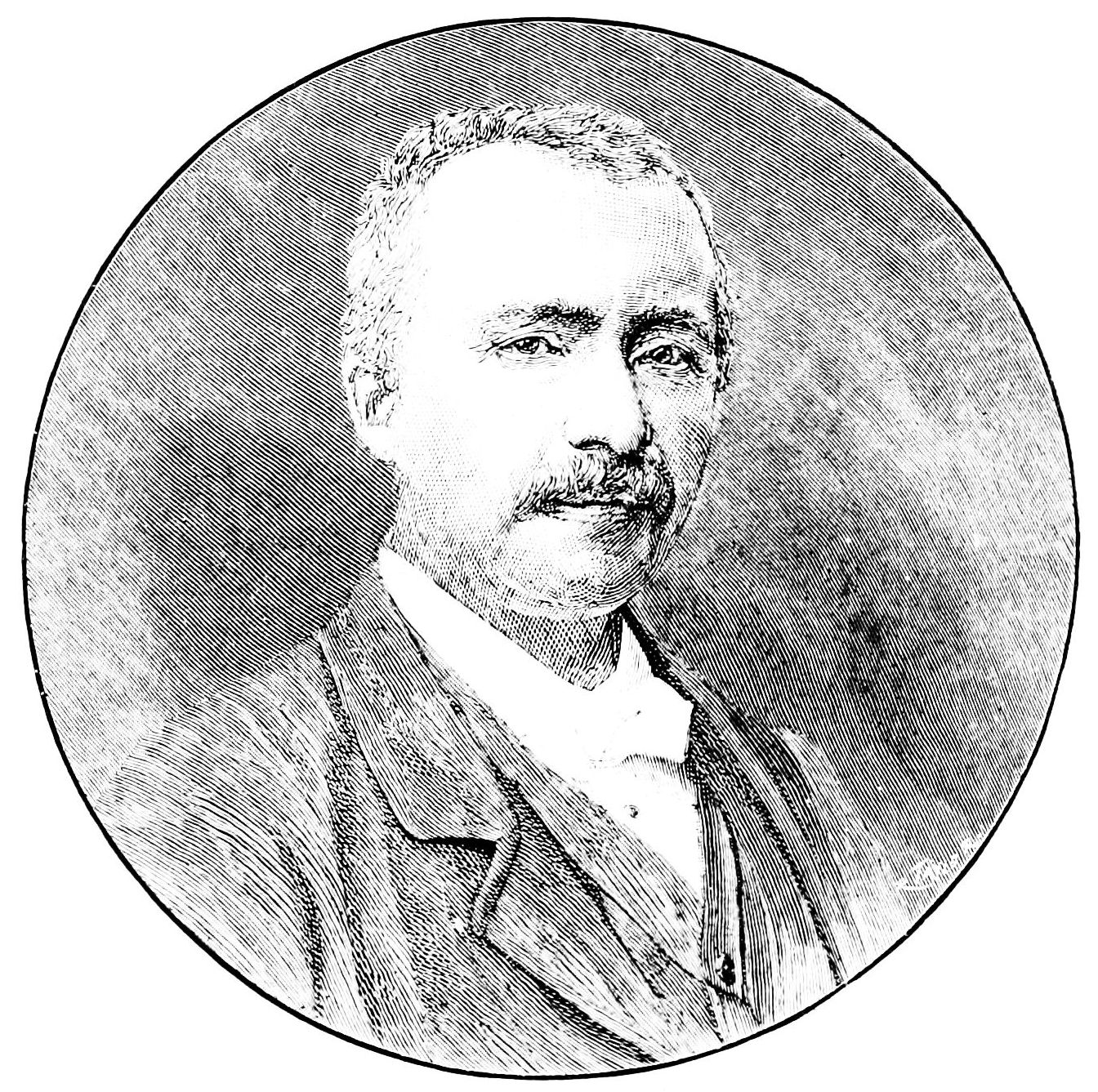
Один из последних портретов Шлимана, помещённый в некрологе (Popular Science Monthly, Volume 38, April 1891)

Летом 1889 года Шлиман отправился в Париж на Всемирную выставку. Ему удалось подняться на второй ярус Эйфелевой башни на высоту 115 метров ещё до её открытия. Шлиман при этом заметил, что башня вчетверо выше анкерсхагенской колокольни, которую он в детстве считал самой высокой в мире. Однако встреча с Вирховым вызвала у Генриха раздражение — некий отставной капитан артиллерии Бёттихер активно публиковал в разных изданиях (включая редактируемые Вирховым) статьи, в которых описывалась теория, что Троя — это не Илион Гомера, а всего лишь некрополь, поле для кремации. 13 сентября Шлиман решил устроить на будущий год в Трое конференцию, на которой практической проверке будут подвергнуты аргументы обеих сторон. Вирхов советовал не обращать на Бёттихера внимания, считая его не вполне здоровым психически.
Состояние здоровья Шлимана стремительно ухудшалось — он оглох на левое ухо, правое болело почти непрерывно, периодически наступала полная глухота. Несмотря на это, холодным и дождливым ноябрём археолог направился в Трою, готовить конференцию, начало которой было назначено на 25 марта следующего года. Он не жалел расходов: был построен городок удобных деревянных домов для гостей, немедленно названный местными жителями «Шлиманополисом», а также проложили узкоколейную железную дорогу для вывоза отвалов. Почти всю зиму Шлиман провёл на Гиссарлыке, приехав в Афины только под Рождество. В конференции приняли участие многие специалисты, включая Р. Вирхова, Ф. Калверта и К. Хумана. В результате 31 марта 1890 года они подписали «Гиссарлыкское заявление», которое разочаровало Шлимана, ибо не подтверждало его теорию Трои, но, по крайней мере, дезавуировало заявления Бёттихера.
В апреле Вирхов обратил внимание, что в поведении Шлимана появились странности, необъяснимые глухотой. Он заговаривался, стал злоупотреблять гомеровской формулой «Слава Афине-Палладе!». Шлиман обследовался у врача в Немецком госпитале Стамбула, тот констатировал двусторонний экзостоз. Тем не менее, Шлиман велел продолжать раскопки, которыми руководил Дёрпфельд, копавший в противоположном направлении: от основания холма к его вершине. Из писем следует, что Шлимана мучили галлюцинации, видимо, воспалительный процесс среднего уха перешёл на мозг. В июле Дёрпфельд и Шлиман нашли последний клад в Трое — три каменных топора из разных сортов нефрита и один лазуритовый. 1 августа сезон завершился.
Операцию Шлиману сделали в Галле 13 ноября 1890 года, она шла под хлороформенным наркозом и длилась 105 минут. Шлиман хотя и страдал от сильных болей, но уже через два дня писал Вирхову об успешном исходе операции. Вопреки воле врачей, 13 декабря Шлиман покинул клинику и отправился в Берлин. Там он посетил экспозицию своей коллекции, встретился с Вирховым и направился в Париж. Зима в 1890 году наступила рано, и Шлиман застудил оперированное правое ухо, забыв вложить ватный тампон. В письмах жене он указывал, что встретился с управляющим доходными домами и торопится в Афины, чтобы успеть к православному Рождеству. В Неаполе боли возобновились, 24 декабря, однако, Шлиман потребовал от врача, чтобы тот отпустил его в Помпеи. Утром 26 декабря он направился к врачу, но потерял сознание близ Пьяцца делла Санта Карита. Полицейские нашли в кармане рецепт доктора Коццолини, который опознал Шлимана. Потерявшего сознание археолога доставили в отель на Пьяццо Умберто. Случайным свидетелем этого стал Генрик Сенкевич, остановившийся в том же отеле:

А пока я сидел, <…> в гостиницу внесли умирающего человека. Тащили его четверо; руки его бессильно болтались, глаза были закрыты, лицо землисто-серого цвета. Эта печальная группа проскользнула как раз около меня, а через минуту к моему креслу подошёл распорядитель гостиницы и спросил:
— Вы знаете, кто этот больной?

— Нет.

— Это великий Шлиман.
Бедный «великий Шлиман»! Откопал Трою и Микены, завоевал себе бессмертие и теперь умирает… Уже в Каире газеты принесли мне известие о его смерти.
Состояние Шлимана было крайне тяжёлым. Был приглашён профессор фон Шрён, который поставил следующий диагноз: двусторонний гнойный отит, перешедший в менингит, и односторонний паралич. Срочно был созван консилиум из 7 врачей, во время которого в 15:30 Шлиман скончался.

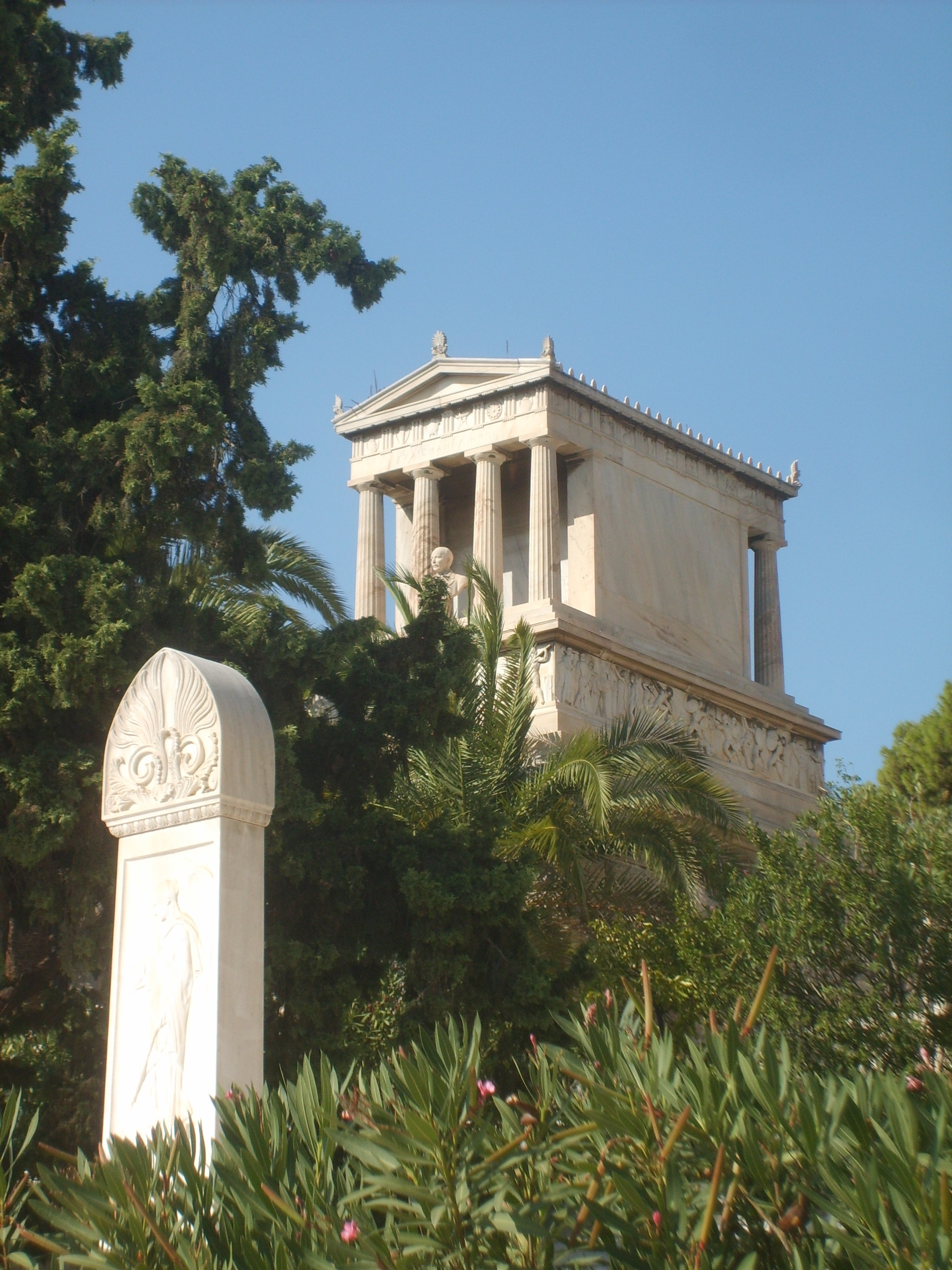
Мавзолей Шлимана в Афинах. Фото 2009 года

Тело Шлимана было забальзамировано профессором фон Шрёном, в Грецию его доставили Дёрпфельд и брат Софии — Панагиотис Энгастроменос. Прощание состоялось в «Илионском дворце» 3 и 4 января, у изголовья поставили бюст Гомера и разложили книги покойного, по правую и левую руку положили «Илиаду» и «Одиссею». Соболезнования семье прислали король Греции Георг I и кайзер Германии Вильгельм II. Эрнст Курциус, при жизни являвшийся непримиримым противником деятельности и методов Шлимана, опубликовал некролог, в котором писал:

Нередко высказывалось суждение, что учёные-специалисты выказывают благородную отчуждённость в отношении работы непрофессионалов. Но профессора, сердца которых привержены правде, не хотят и не должны обосабливаться в закрытую касту. Большая заслуга нашего Шлимана как раз и состоит в том, что он своим существенным вкладом пробил брешь в этом деле. Сейчас частенько говорят, что живой интерес к классической древности, одухотворённый эпохой Лессинга, Винкельмана, Гердера и Гёте, уже угас. Но с каким напряжённым вниманием весь просвещённый мир по эту и по ту сторону океана следил за успехами Шлимана!
Похоронили Шлимана на самой высокой точке Первого городского кладбища Афин, где Э. Циллер в 1893—1894 годах воздвиг мавзолей, на сооружение которого по завещанию полагалось 50 000 драхм. В мавзолее также покоится его вдова София Энгастромену-Шлиман, пережившая мужа на 42 года, дочь Андромаха, её муж и трое их детей — внуков Шлимана.

#### Наследство
По завещанию, датированному 10 января 1889 года, наследниками Шлимана были назначены его дети от обоих браков. Сын Сергей получил три парижских доходных дома и 50 000 франков золотом; дочь Надежда — дома в Париже и Индианаполисе и 50 000 франков золотом. Первая жена — Екатерина Петровна Лыжина — получала 100 000 франков золотом. Вторая жена — София Шлиман — получала «Илионский дворец» со всем его содержимым, включая археологические коллекции и предметы искусства, дети от второго брака Андромаха и Агамемнон Шлиманы — всё остальное движимое и недвижимое имущество, с выплатой до их совершеннолетия по 7000 франков золотом в год. Агамемнону переходил также дом Шлимана в Париже на площади Сен-Мишель. Троянские предметы, ещё находящиеся в Афинах, и мраморная голова Клеопатры, установленная в кабинете Шлимана, передавались Берлинскому музею. Каждой из своих трёх сестёр Шлиман оставлял по 50 000 франков золотом, брату Вильгельму — 25 000 франков золотом, В. Дёрпфельду — 10 000 драхм банкнотами, а Берлинскому обществу антропологии, которым руководил Р. Вирхов, — 10 000 франков золотом. Шлиман отписал Минне Майнке-Рихерс 5000 франков золотом и ещё 2500 её брату Эрнсту Майнке из Нойштрелица. Двум братьям Софии и зятю Шлимана, а также его афинской крестнице полагалось по 5000 драхм банкнотами и так далее.

### Личность

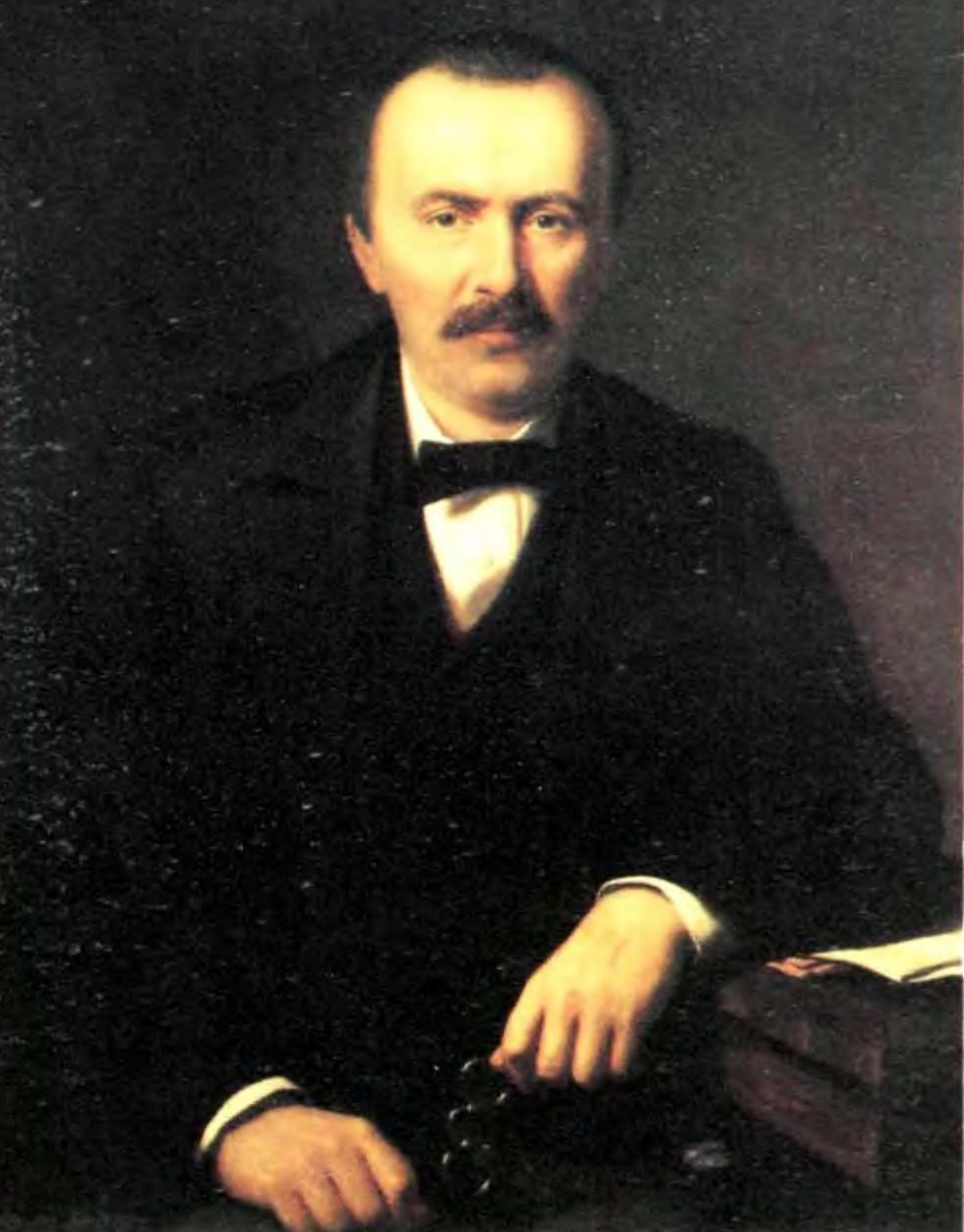
Портрет Шлимана 1877 года. Художник Сидни Ходжс (1829—1900). Написан к открытию выставки «Сокровищ Приама» в Лондоне

### Потомки Шлимана

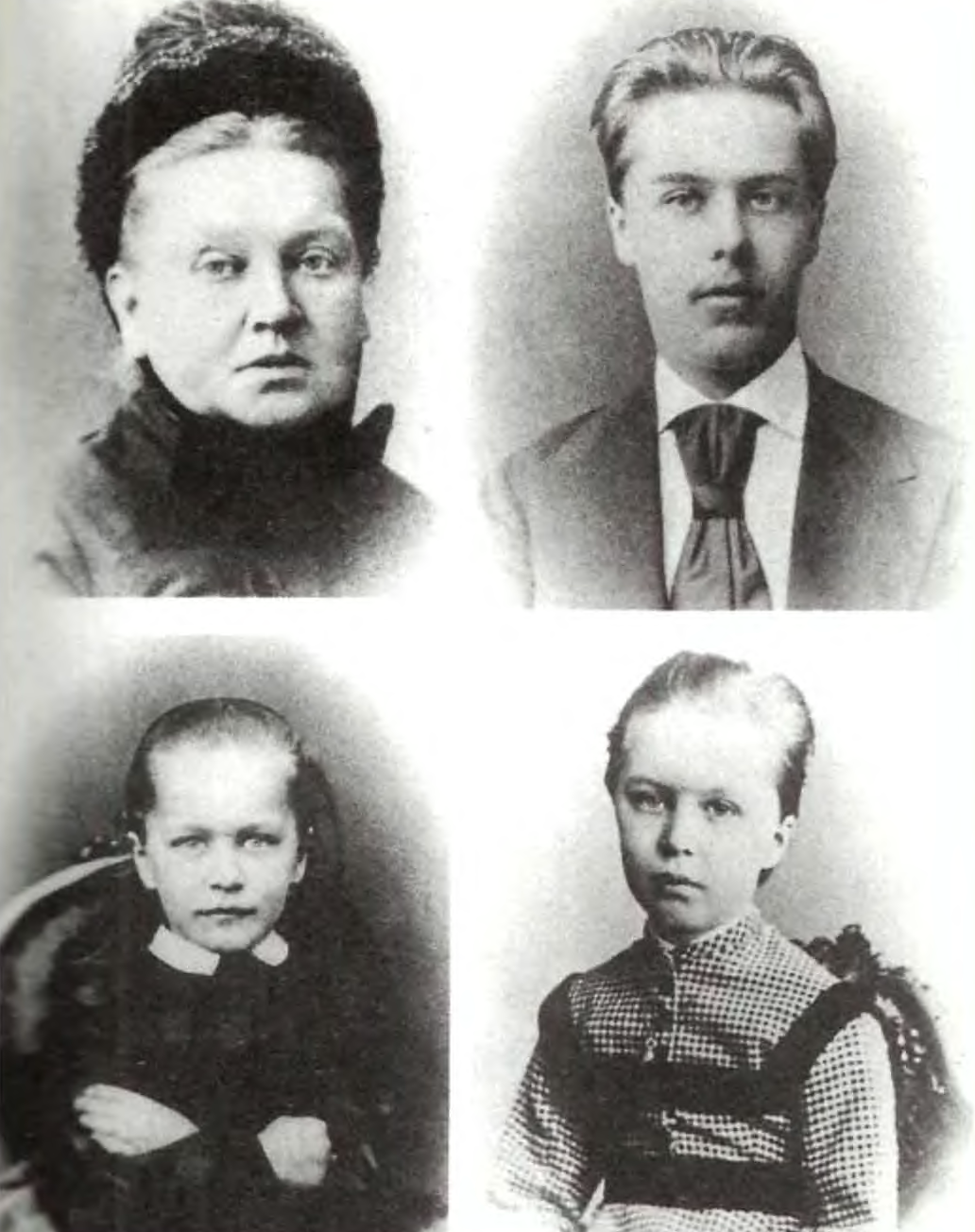
Русская семья Г. Шлимана. Вверху — Е. П. Лыжина и Сергей, внизу — Наталья (умершая в 1869 году) и Надежда

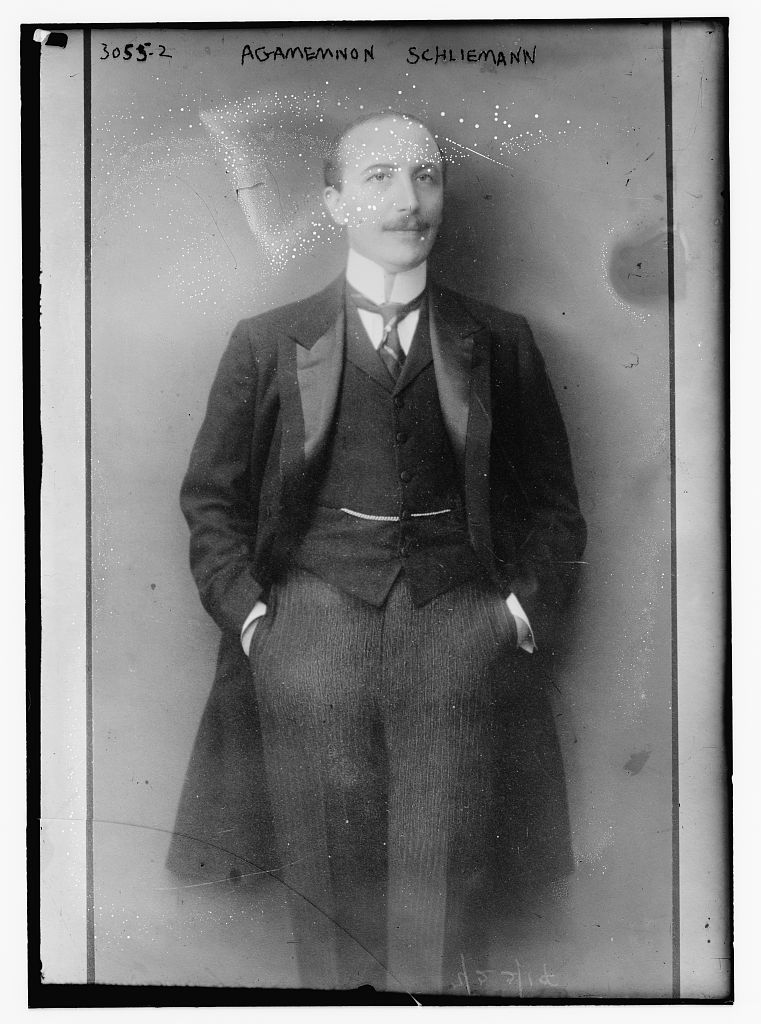
Агамемнон Шлиман. Фото сделано между 1910 и 1915 годами

### Шлиман как учёный-археолог

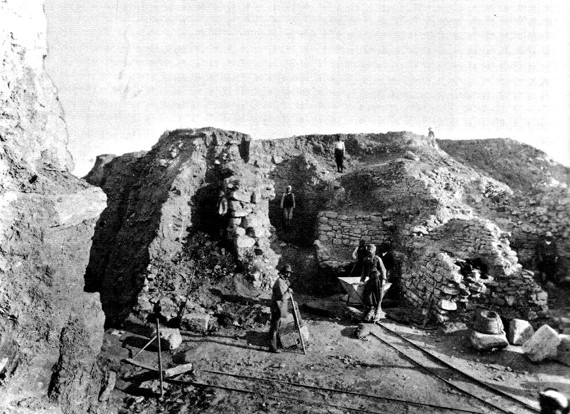
Фото летних раскопок в Трое 1890 года. Хорошо видна сухая кладка древних построек и ручные вагонетки для вывоза отвальной породы по узкоколейке

### Судьба троянских коллекций в России

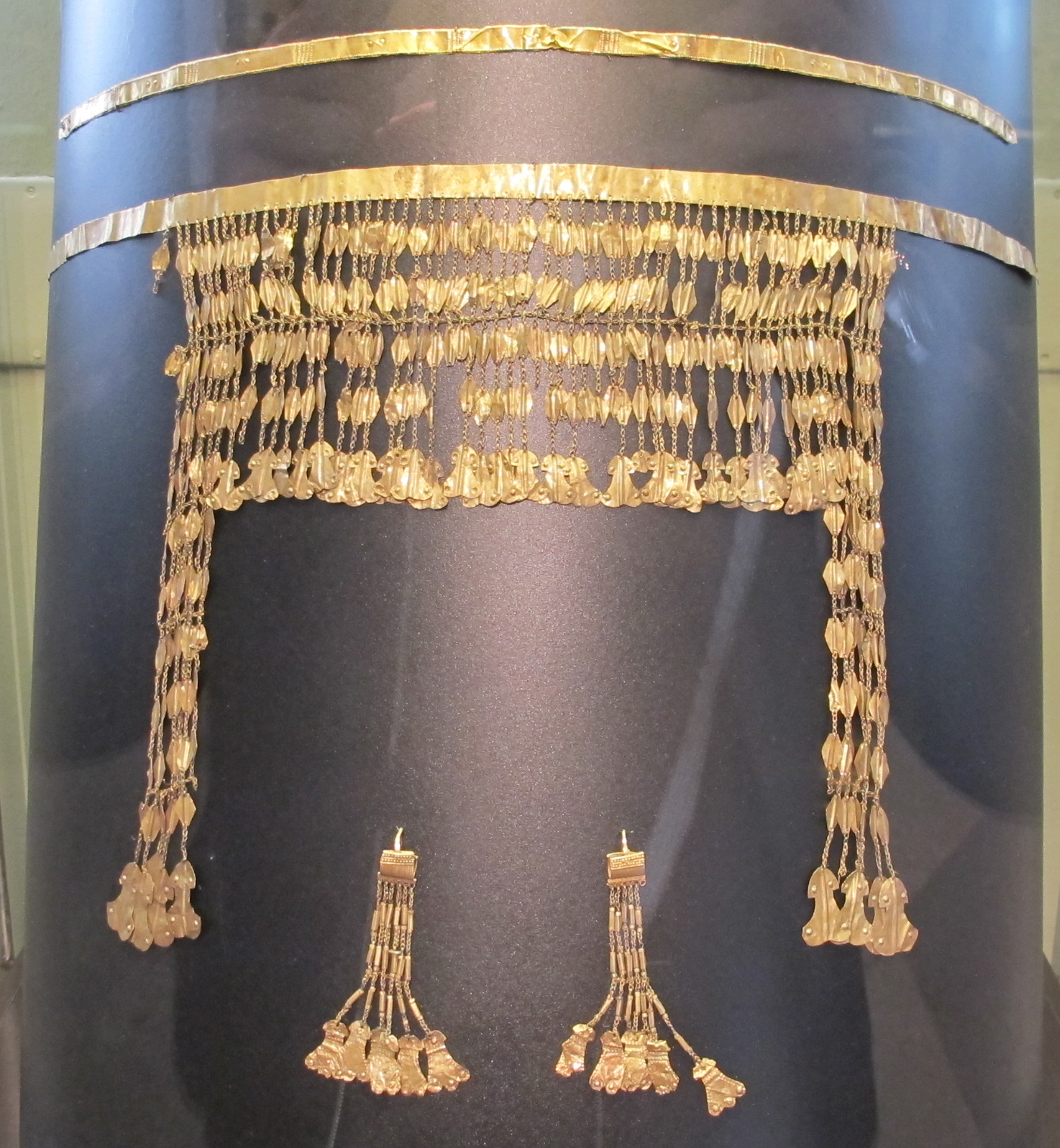
Диадема и подвески из «Клада Приама»

#### Историография

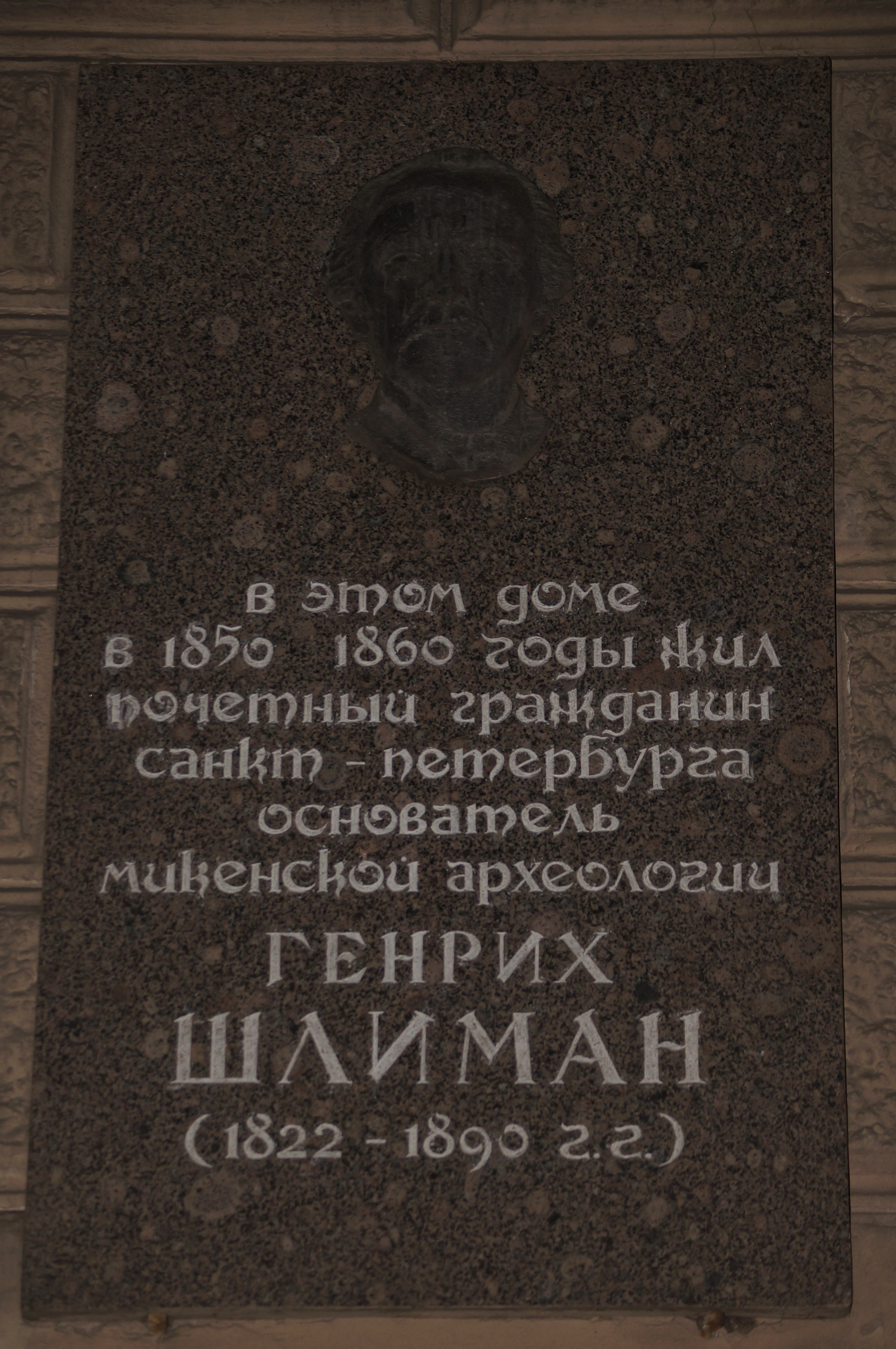
Мемориальная доска на бывшем доме Шлимана в Петербурге. Фото 2016 года

#### В культуре и искусстве

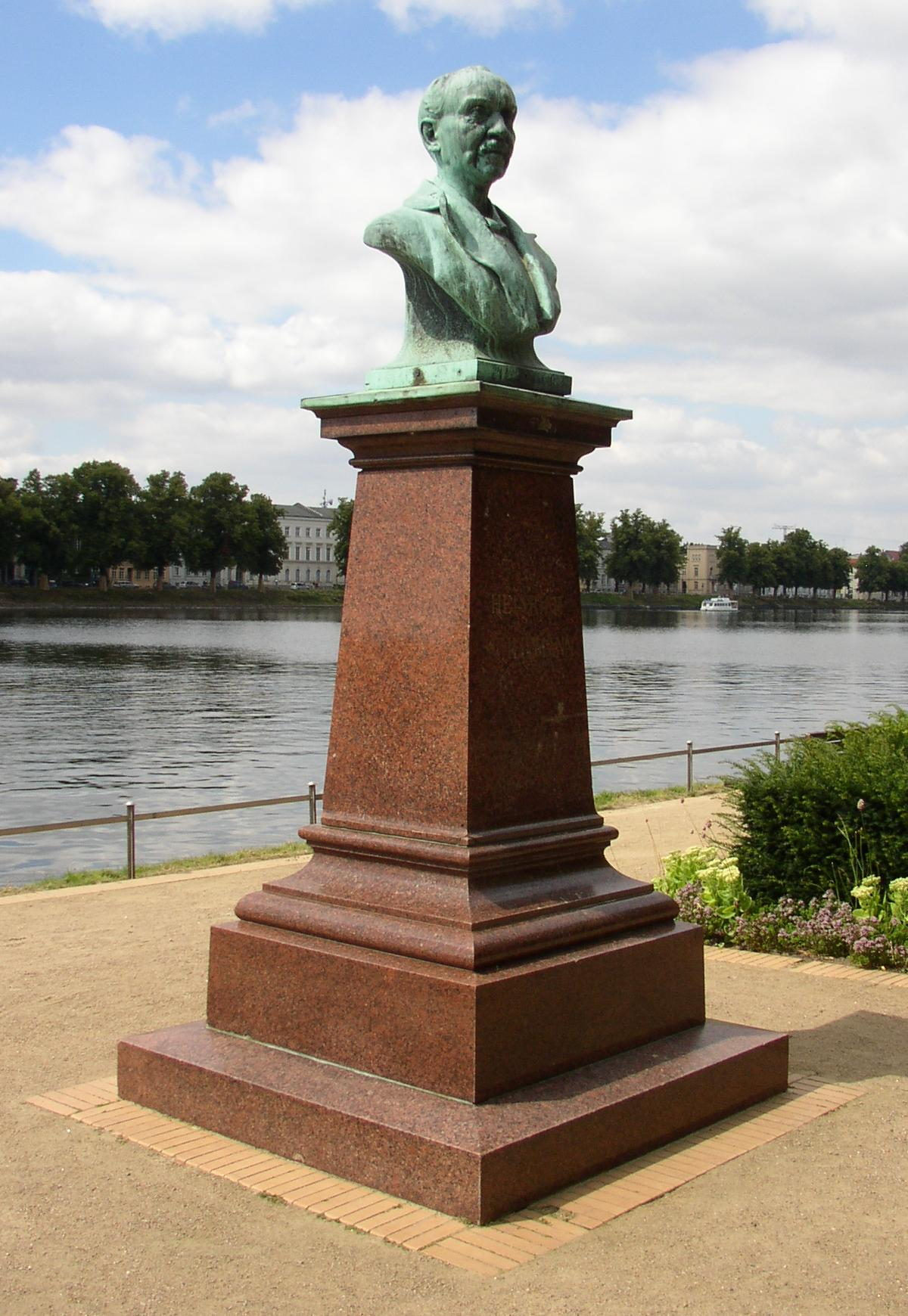
Памятник в Шверине, установленный в 1895 году

## Личность и наследие

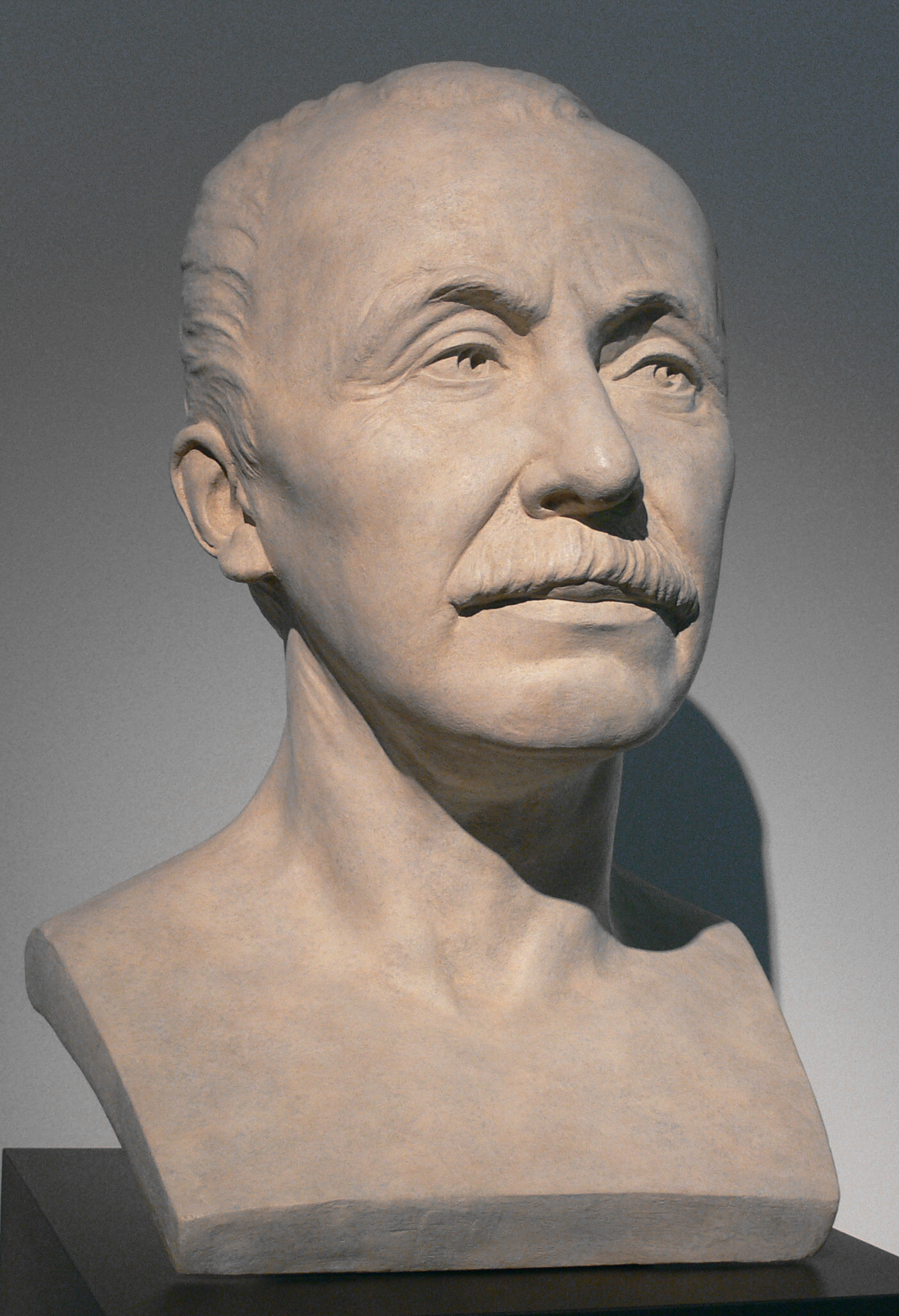
Мраморный бюст Шлимана, украшавший его афинский дом «Илиу Мелатрон». Копия из музея в Берлине